# 青い目の人形

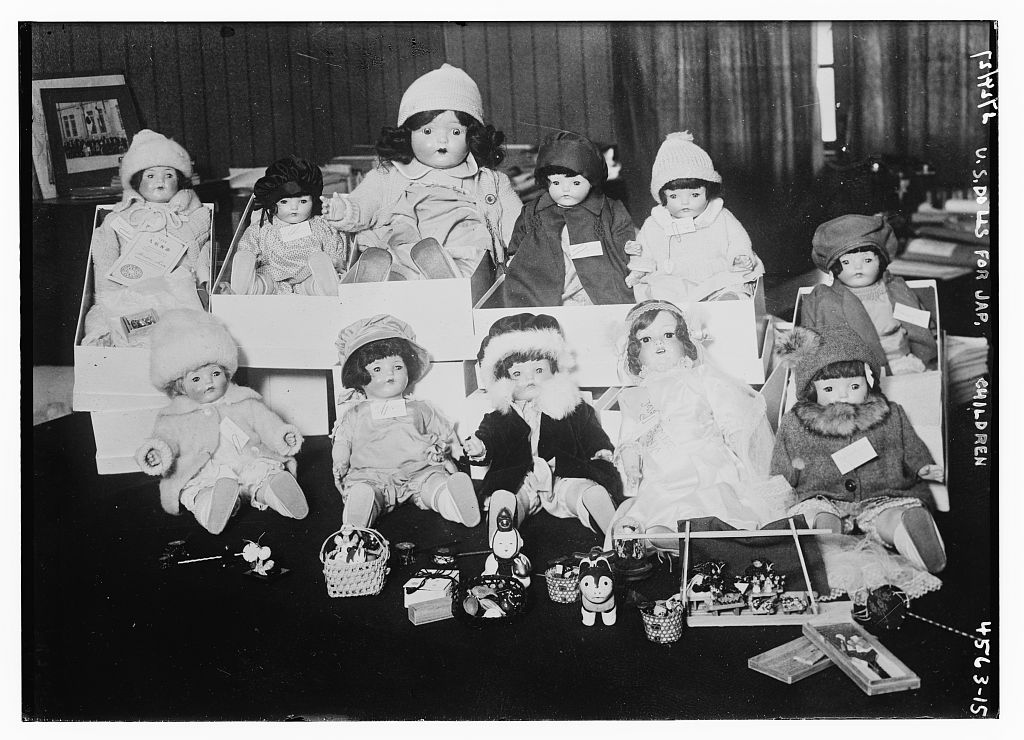
「青い目の人形」(日本の皇室に献上されたとされるアメリカ各州の代表人形の一部)

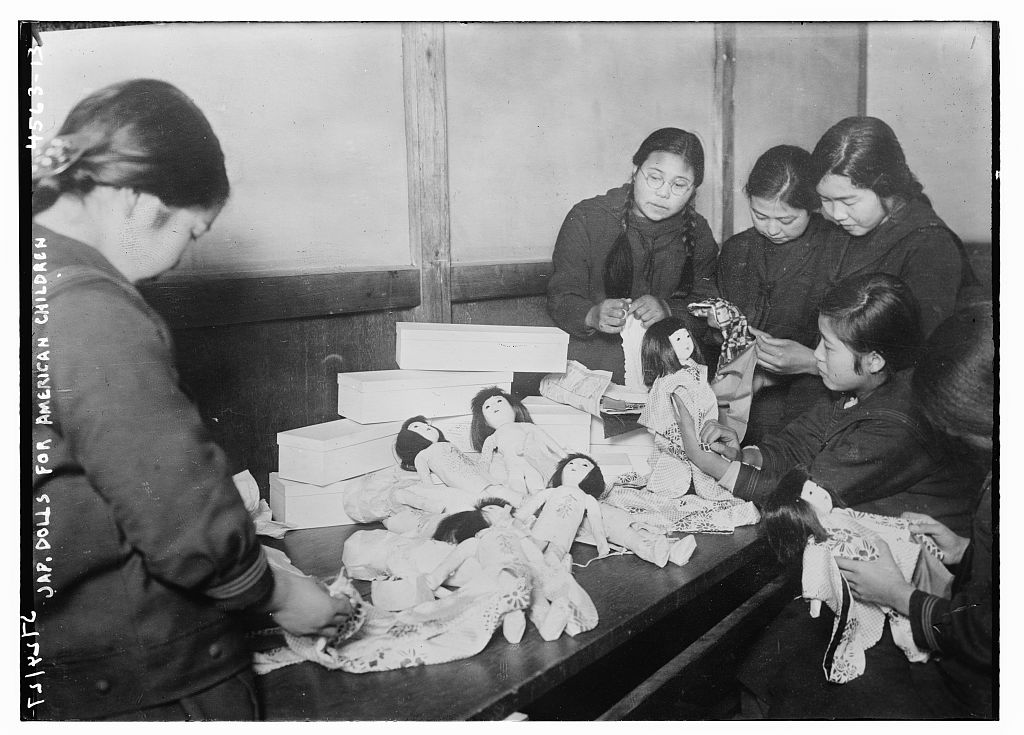
アメリカに送られる日本の人形(後述の「青い目の人形」に対する各地域の代表の答礼人形とは異なる)

青い目の人形（あおいめのにんぎょう、英: American Blue-eyed Dolls）は、1927年（昭和2年）に、アメリカ合衆国から日本に両国間の親善を目的として贈られた人形（Friendship Dolls：友情人形（ゆうじょうにんぎょう）またはAmbassador Dolls：人形使節（にんぎょうしせつ））の日本における通称。本記事では日本より当時のアメリカへ返礼のために贈られた人形（Japanese Friendship Dolls：答礼人形（とうれいにんぎょう））についても解説する。

## 概要

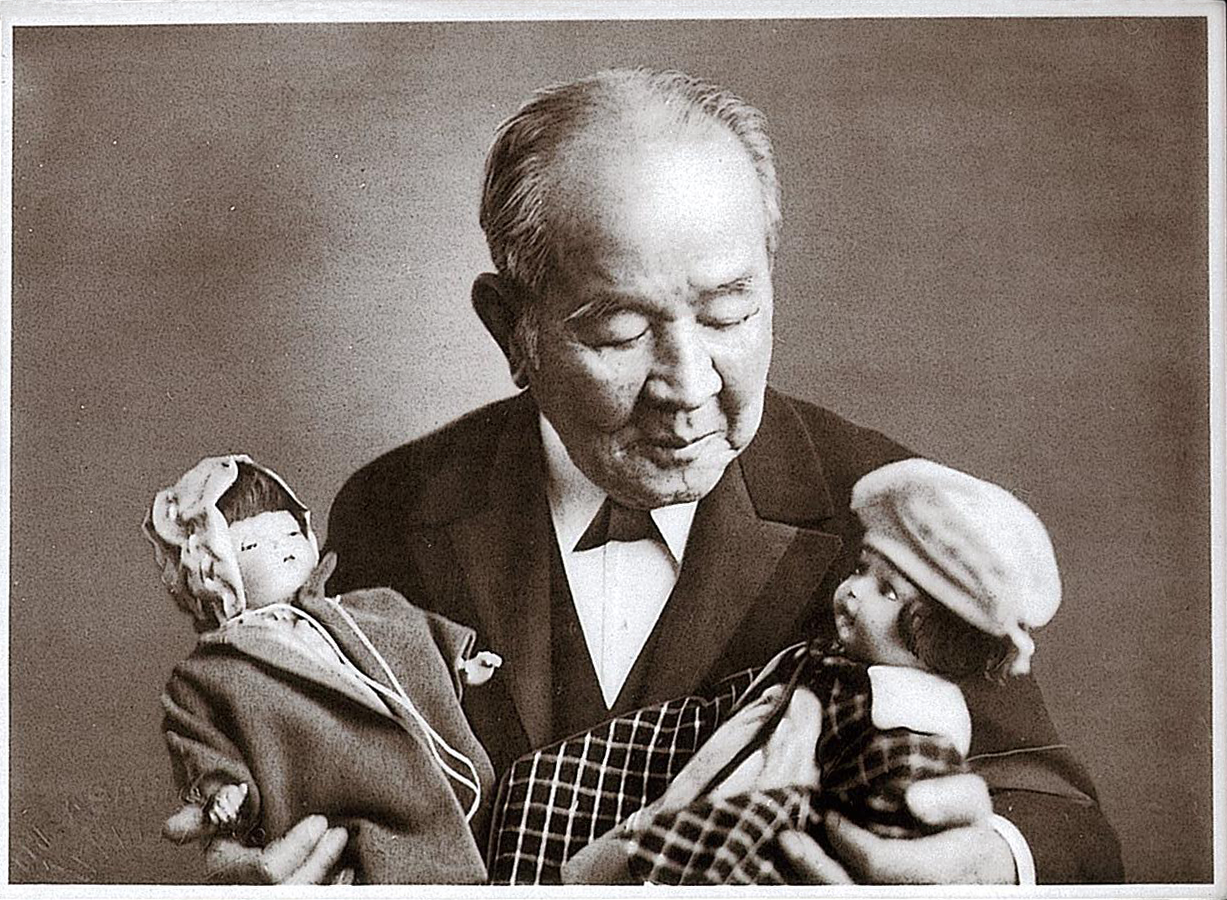
日米の人形交換を進めた渋沢栄一と「青い目の人形」写真は渋沢史料館所蔵

明治時代末期の日露戦争終結により日本が満州の権益を獲得する情勢になると、予てから中国進出を画策していたアメリカ合衆国との間では日本との政治的緊張が高まるようになっていた。また、アメリカ本国においても、日系移民が大量に移住することにより、経済不況の下にありながら1日1ドルの低賃金でも真摯に働く日本人によって、アメリカ人の労働力を損ねる恐れがあったためや、既に根付いていた人種的偏見等も相俟って（アメリカ合衆国の人種差別）、1913年のカリフォルニア州議会による「外国人土地法（外国人土地所有禁止法）」の制定や1924年にアメリカ議会で「ジョンソン＝リード法（通称・排日移民法）」が成立した事もまた、日本国内での反米感情を煽ることになり、両国民の対立を深める一因になった。
そのような情勢下で日米の対立を懸念し、その緊張を文化的に和らげようと、アメリカ人宣教師のシドニー・ギューリック博士（1860年 – 1945年）が「国際親善、人と人との理解は大人になってからでは遅い。」と子供の世代からの国際交流を重視すべく「世界の平和は子供から」をスローガンとして掲げ、1925年2月に「万国児童親交会委員（世界児童親善会）」を結成し、その第一事業として1927年（1927年）3月、子供同士の友好親善に代わって、廉価の人形を通じての日本との親善活動が行われた。予てからギューリックと親交があり、近代日本財界の重鎮であった渋沢栄一（1840年 – 1931年）も、1902年から続いたアメリカへの度重なる渡航を通じて徐々に悪化していく日米関係を憂慮しながら、ギューリックの提唱に共感し、この事業の仲介を担った。これに伴い日本側も渋沢を代表とした「日本児童親善会」を結成し、アメリカから贈られる人形の授受や諸手続きの事務処理を行い、文部省や外務省にはそれぞれ全国の児童たちへの人形の配布、関税に対しての優遇措置を依頼し、経費の方は渋沢関連の団体が大部分を負担する形を取った。この「人形計画」に対し、幼稚な発想だとか日本人への侮蔑を意識した冷笑的な向きもあったが、「生来子どもの心に偏見はなく、友情にあふれているもの、子ども世代から親善と理解を育てたい」の理念を掲げ、全米にこの運動を呼び掛けた。
1926年の夏にはアメリカから日本との親善活動の一環として子どもたちのサマースクール、教会の日曜学校、社交団体の参加者によって人形の洋服の製作が行われ同年10月-12月には全米より人形が集められた。翌年のひな祭りの日である1927年3月3日に間に合う様に日本郵船等5社（他に大阪商船（現・商船三井）、Dollar Steamship Company（現・アメリカンプレジデントラインズ）、Kawasaki Roosevelt Line（現・川崎汽船）、China Mutual Steam Navigation Company（現・ブルー・ファンネル・ライン）
）の前橋丸、アングル丸など12隻に分乗し日本の子供に12,739体の「青い目の人形」が、遅れて鳥羽丸で各州代表の人形48体と「ミス・アメリカ」及びワシントンD.C.が贈られた。
12,739体の「青い目の人形」はニューヨークやサンフランシスコを出港し、1927年1月17日に横浜港へ到着したサイベリア丸をはじめ、次々に人形を乗せた船便が横浜・神戸に着いた後、子どもたちへの人形に対する興味を通じて友情や平和への関心を導くために予め東京市内の有名デパートをはじめ、大阪など地方の会場での「青い目の人形」の展示会が催されたうえで、1927年3月3日に東京の日本青年館や大阪の大阪市中央公会堂で歓迎式典が行われ、全国各地の幼稚園・小学校等に配られて歓迎された（但し、数が限られていたこともあり、全ての小学校・幼稚園など（1927年当時：小学校25,546、幼稚園1,182、盲・ろう・養護学校118、高等女学校898、合計27,744（文部省管轄。これに保育所300余りも加わる））に配布されたわけではなく、大阪府のように抽選で決められた地域もある）。道府県ごとの人形の分配については均等とは限らず、文部省の基準により、師範学校の附属校や道府県庁所在地及び主要都市ならびに外国人の多く滞在する地区の幼稚園・学校などから優先されているが、あくまでも目安であり、あとは自治体の判断に委ねられることになった。また、一部の人形は個人にも配布された。
「ミス・アメリカ」及びワシントンD.C.と48体の各州代表人形は天候不良による遅延のため、1927年3月14日に到着し、3月18日に天洋丸の船室で児童の出迎えを受け、横浜の本牧小学校で歓迎式典を開かれた後、皇室に献上される為同月26日に東宮御所に運ばれた（48体の各州代表人形は後に香淳皇后より、内帑金（ないどきん）が下賜され、子供たちの利用が多い東京博物館（現国立科学博物館）の上野別館に建てられた人形の家（檜材の5分の1の模型で1階は和室、2階が洋間のしつらえになっていて、庭には遊具が備えられていた）にて、同数の日本人形と共に6/11～7/31の会期中に『全国学校科学教育展覧会』で展示されていたが、1945年1月の空襲による爆撃に伴う混乱によりそのほとんどが行方不明となった。
返礼として、渋沢栄一を中心とした日本国際児童親善会による呼びかけで、人形が贈られた幼稚園・小学校等の児童から集められた募金を元に製作された「答礼人形」と呼ばれる市松人形58体（「ミス大日本」及び1道3府43県や主要6都市・統治していた外地4箇所の名を冠した人形）が同年11月に天洋丸で日本からアメリカ合衆国に渡り、全米の児童たちの歓迎を受けたうえで各地の博物館・美術館などに寄贈された。
日本に贈られた「青い目の人形」だが、太平洋戦争（第二次世界大戦）中は、アメリカを敵視する風潮の下で、敵性人形としてその多くが処分された。しかし、処分を忍びなく思った人々が非国民と思われる覚悟で人形を奉安殿備え付けの棚や天井裏、床下、物置、石炭小屋、教員の自宅などに匿い、戦後に相次いで発見された。現存する人形は2024年8月現在、346体にすぎないが、日米親善と平和を語る資料として大切に保存され、学校の教科書、絵本や小説・アニメなどの題材にもなっている。答礼人形の方も不明になった人形があるものの、大半の人形が今もアメリカの各公共施設で保管されており、互いに人形の里帰りや「新・友情人形」寄贈などのイベントといった形で現在も子供同士の交流が行われている。
人形計画自体は当時の移民問題の解決に直結することはなかったが、戦争を挟んで人形を通じての文化的な交流を続けるうえでの一つのきっかけにはなったとも言える。

## 人形について

### 青い目の人形

#### 寄贈の経緯

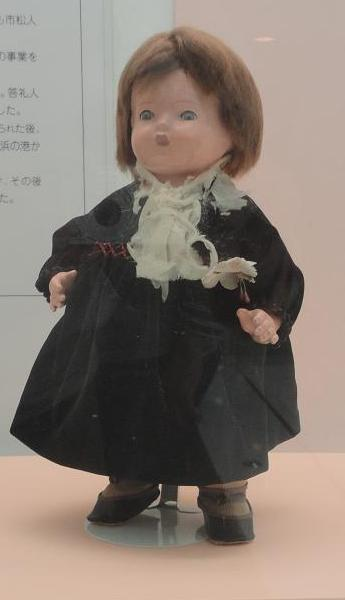
青い目の人形「エレナ」（横浜人形の家・レプリカ）

「青い目の人形」は、シドニー・ギューリックが1888年に日本を訪問して以来、布教や教育活動を行う一方で日本の人形に関する古来の文化を知ってきた経験から、日本との親善を目的として「日本の雛祭りに人形を送ろう」と呼びかけたことによって全米から集められたものである。この友情人形は前述の日米間の友好の他にも、先年の関東大震災で人形を失った少女たちを慰める意味を持っている。
ギューリックらによって結成された世界児童親善会は、人形を日本に贈るプロジェクトに先んじて、まず友情人形を募るポスターや手引きの冊子"DOLL MESSENGERS OF FRIENDSHIP"を配布し、この内容に沿って人形を集めて贈るための指南を行った（これは後に「可愛いお人形が親善のお使（かわいいおにんぎょうがしんぜんのおつかい）」の題で日本語に翻訳され、日本の小学校や幼稚園などに配布された）。前述の冊子に記された内容を元に、人形を贈るための役割の分担が行われた。男の子達は後述の「友情表示人形」をお金を集めて（バザーや野外劇などを開いて資金を集めたケースもあった）購入し、日本へ送るための旅券の手配や事務・会計を行い、女の子達や母親は、人形の衣装や付属品を手作りした。教師らは人形交流の意味を児童たちに理解してもらうために、日本へ行き着くまでの道のりや日本の文化などを紹介することを教育の一環とした。人形には独自の名前が付けられ、友情の手紙や手荷物が添えられたうえで、幼稚園や小学校などで各々の人形の送別会が催された。世界児童親善会は人形旅行局を特設し、地方委員会を設け、友情人形を日本に贈るための手続きの代行を行った。このプロジェクトに携わったアメリカの児童ならびに保護者、教師、関連団体等は凡そ260～270万人と言われている。人形を贈った州はオハイオ州の2,283体が最多で、次いでペンシルベニア州の1,935体、ニューヨーク州の1,436体、マサチューセッツ州の966体と続く（日本人が多く住む一方で、日系移民の排斥運動が盛んなカリフォルニア州からも461体が贈られた）。人形の凡そ8割が東部の州から贈られたという。州ごとに集められた人形は、新聞社等によって構成された委員会による選考により、代表人形として各1体が選抜され、さらにそれらの中から「ミス・アメリカ」が選ばれることになった。

#### 人形の特徴
当時のアメリカでは人形の量産体制が築かれており、アメリカの世界児童親善会が ジェニウィン社、エファンビー社、ホースマン社 に発注し、衣装を着ていない状態の裸人形を「友情表示人形」として1体3ドル（地方委員会を通じて購入すると送料無料、3体のセットで1体あたり2ドル90セント、1ダース以上では1体当り2ドル75セント。着衣の人形になるとさらに各1ドルかかる）で斡旋した。頭から肩までひとつづきのショルダーヘッドタイプのボディに、胴体は綿を詰めて布でくるんだ構造になっており、背中にはメーカーの刻印（ジェニウィン社："GENUIE MADAM HENDREN DOLL （数字） MADE IS USA"、エファンビー社："EFFANBEE ROSE MARY WALK TALK SLEEP MADE IN USA"、ホースマン社："E・L(C)HCO EL HORSMAN"。メーカー名の刻印が後述の学校の人形名になっているケースもある。）が押されている。人形の中には瞼を開閉したり（スリーピング・アイ）、体を起こしたり腹を押すと鳴いたりするカラクリ仕掛けとなっているものもあった（「ママー」と泣くものが証言に多く見られる）。友情人形には説明書きとして、取り扱い方や遊び方が残されているものもある
ちなみに、「青い目の人形」は一体ごとに衣装や体形などデザインが異なっていた（大半は人形旅行局で用意した前述の3社の人形を元に児童たちがカスタマイズしたものである一方、一部手持ちの人形を差し出した例もあった。そのため、メーカーの規格（1フィート5インチ：40cm前後）に当てはまらない人形も散見する（現存の人形でも30〜60cm、後述の関東州に送られた「メリー・マーガレット」の90cmの例もある））。
人形に添えられたギューリックの手紙では「友情の人形」と呼称されており、贈り主側が「青い目の人形」と名付けたわけではない。野口雨情が「青い眼の人形」の詩を発表したのは1921年（大正10年）10月のことで（童謡雑誌『金の船』1921年12月号）、人形交換よりも数年さかのぼる。これに本居長世が作曲したのが童謡「青い眼の人形」で、1923年にはアメリカでも関東大震災の義援金を集める目的で演奏され、好評を博していた。「青い目の人形」との呼称は、これに因んで付けられたと思われる。贈られた人形はメーカー製から個人寄贈まで様々で、必ずしも青い目をしているものではない。
アメリカから贈られてきた友情人形は野口の詩にあるセルロイド製ではなく、多くが前述メーカー既製品のコンポジション・ドール（パルプやおが屑・土を練り混ぜた上で精製し、乾燥させて糊やグリセリンなどを混ぜたものを仕上げ塗りし、顔を描き入れた人形）であり、ドイツ製などのビスクドール（素焼きの人形）もわずかに含まれている。
「青い目の人形」は、前述の冊子に記されたように雛祭りに合わせて女児に贈られることを前提としたため、大半は女の子の人形としての顔立ちや着飾りであったが、愛知県新城市立東陽小学校に贈られた「ノルマン」のような男の子の人形も少ないながら見受けられる。

#### 日本への寄贈とその後

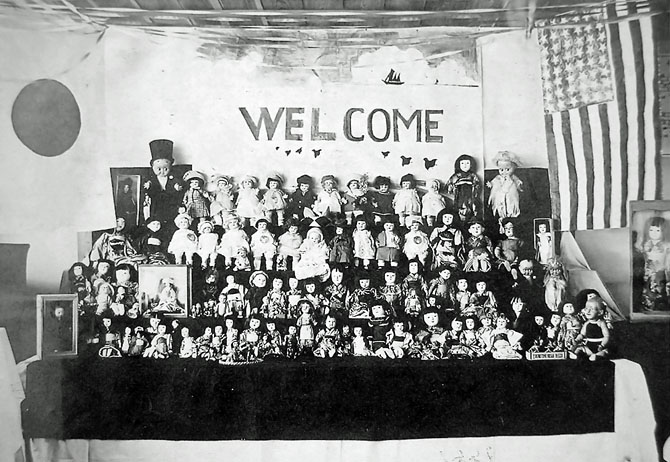
アメリカから送られた「青い目の人形」と歓迎のための日本人形。鴻巣雛の産地で知られる鴻ノ巣町にて。（1927年）

当時の日本では前述の童謡『青い眼の人形』でも歌われたようにアメリカ人形が珍しがられたことや、大正天皇崩御が直前にあったことから主な行事を自粛しつつも、友情の人形が贈られることを心待ちにしていた雰囲気もあって、寄贈先の小学校や幼稚園などでは、アメリカから日本の児童たちに対して純真な好意と友情とを伝えるべく、遠路はるばる旅行してきたという名目で寄贈されたうえでの慰労のために、日本人形に囲まれての盛大な歓迎式が行われた。返礼として後述の答礼人形の他にも人形の贈り主に対し、お礼の手紙などもアメリカへ贈られた。また、「青い目の人形」の人気にあやかって、元の人形をコピーしたもの等も販売されていた。
人形には本体に付随してパスポートや旅券・切符（経費としての1ドル（1体につき）のうち、1セントはパスポートの発行手数料、あとの99セントが人形の贈り元から日本の各地方の児童たちへ渡されるまでの旅費一括を特例として充てられた。なお、友情人形に対しての関税は免除されている）が用意され、パスポートには名前や発行番号、出身地などが記載されている（例：千葉県・成東小学校の「アリス・プレーブル」 - Alice Preble、No.860、Portland,Maine）。日本には前述の通り1万2千体以上の人形が贈られているが、中には発行番号が左記の数字よりはるかに大きいもの（例：島根県・今福小学校の「キャサリン」のNo.48129や茨城県・常陸大宮市歴史民俗資料館の「クリッシー」のNo.45857、広島県・鞆幼稚園の「ドロシー・フィリップス」のNo.45645）もある。現存している「青い目の人形」の中にはパスポートが失われ、本名・番号・出身地が不明のものも多く、戦後にギューリック3世に再発行してもらったケースもある。
パスポートは日本に人形が輸入された際に児童向けに翻訳されたものもある
参考のために、戦後発行されたパスポートについても記載する。
贈られた人形たちには生徒らによって名前（パスポート記載の名前または愛称）がつけられ、文部省通達によって学校の備品と同等の丁重な扱いを受けたうえに、ガラスケースなどに入れられて学校の昇降口や校長室の前に飾られていたという。アメリカ人形だけでは淋しいと日本人形と一緒に飾られた事例もある。学芸会や運動会、遠足などの学校の行事に人形を参加させたケースもある。尋常小学校の国語の教科書にも『お人形の歓迎會』として掲載されたこともあった。雛祭りでは雛人形と共に飾られたこともあり（前述の冊子には雛祭りについて紹介し、人形が贈られる3月3日に「青い目の人形」が飾られることを念頭に置かれた記述がある）、戦後も一部の小学校や幼稚園でこの形式の雛祭りが催されている。
しかし、今日において学校や博物館などで大事に保管されている「青い目の人形」がある一方で、人形に関するエピソードが語られることもなく、時代の経過とともに忘れ去られた人形も数知れない。
「青い目の人形」の歓迎から年月が経って、1931年（昭和6年）には渋沢栄一も死去し、さらには人形寄贈当時の児童や教員らも卒業などで学校を離れていったことや、人形をあてがわれた子供も成長するにつれて、平和を愛でる純朴な心に対する教育の面でのフォローがなされなくなったこともあり、友情人形や人形交流への関心は次第に希薄になってしまった。「青い目の人形」を通じての交流に尽力したミネット・ビー・ムーアは、1935年（昭和10年）に博物館に展示されていた人形がネズミにかじられたりなど朽ちている様子を見て嘆いていた。
第二次世界大戦に入ると、日本人のアメリカへの憎悪の念は人形にも向けられ、「青い目の人形」を含むアメリカ人形の多くは竹槍訓練の標的にされたり焼却されたりなどして滅失し（現在残っている「青い目の人形」の中には当時暴行を受けた痕跡が見られるものもある）、あるいはアメリカ軍による空襲・原子爆弾投下といった戦災や災害で失われたり、戦後、校舎改築等の際に発見されても、寄贈された経緯を知らずに古い人形として廃棄されたと思われるものも少なくない。
こうした受難があったにもかかわらず、残っていた人形が後にテレビ等で紹介された事と共に、地方に残る「青い目の人形」の再発見や、人形親善の継続としてアメリカから（ギューリック3世らから）の学校などへの新しい人形（新・青い目の人形）の寄贈が行われるようになった。戦時中に処分された人形や、アメリカへの里帰り（1989年（平成元年）10月〜12月にかけてワシントン、ボストン、ロサンゼルス、サンフランシスコを廻り日本国内の「青い目の人形」92体を展示）の最中に盗難に遭った人形（後述）に対しても、代替の人形が贈られている。

### 答礼人形

#### 贈呈の経緯・人形の特徴

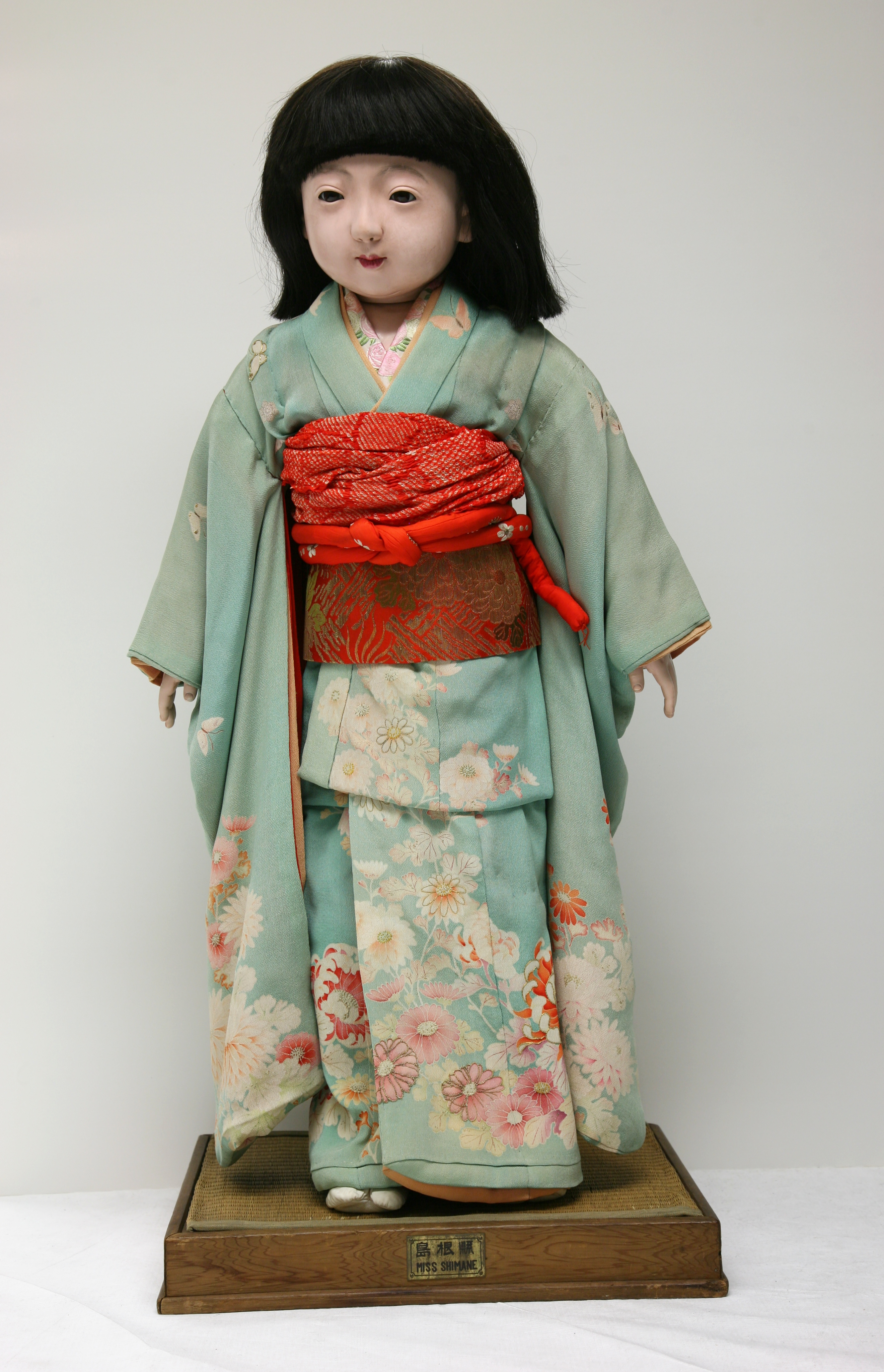
インディアナポリスに贈られた答礼人形（「ミス島根」。台座に「島根縣（県）、MISS SHIMANE」と記されている。）

アメリカから友情の証として「青い目の人形」が日本へ贈られた後、日米関係委員会委員の渋沢栄一が外務省から依頼され、全国の役場や学校を通して集められた募金を元に製作された市松人形がアメリカに送られた。この際は、雛祭りに送られた人形への答礼として「日本からもクリスマスに人形を送ろう」というコンセプトのもとに送られている。これは、「青い目の人形」が「単なる人形ではなく本当に生命を持った使者」として日本に派遣されたことに対して答礼人形を贈ることが「美しい礼儀」であることの姿勢でもある。
当初はギューリックは「青い目の人形」の贈答に対し、日本国内の経済事情を鑑み返礼は無用と断っているため、代案として贈られた人形の相当数のプレゼントではなく、少数の精巧に作られた人形を以って返礼を行うこととした。
答礼人形に関しても冊子『答礼の使者として米国へ人形を送りませう（とうれいのししゃとしてべいこくへにんぎょうをおくりましょう）』が各小学校・幼稚園などへ配布され、これに基づいて人形作りのための寄付や、答礼人形の送別式が実施された。
「青い目の人形」が送られた各学校・幼稚園等の児童から1人1銭（例外として、答礼人形への寄付の他に、日米親善の意味で日本人形を「青い目の人形」と並べて飾る目的で購入するために各1銭ずつの2銭募金を行ったケースもある。）の募金を行い、そのお金（約261万人の児童の寄付など29,000円程。「ミス大日本」には皇后より千円が下賜された）で東京雛人形卸商組合傘下の東京の人形師たち（平田郷陽、滝沢光龍齊ら十数名）によって製作された100体以上の人形（背中に作者の銘が貼り付けられた）の中からコンテストで51体を選出、「ミス大日本」（又は「ミス・ジャパン」。別称の「倭日出子」は渋沢栄一が自ら名づけた）ならびに主要都市（東京市、横浜、名古屋、京都市、大阪市、神戸）の計7体は京都の大木平蔵商店（現・丸平大木人形店）に依頼して創られた。総じて日本国際児童親善会を通じてアメリカへ贈られた答礼人形は58体（このほかに、付き添いの人形数体も加わる）になる。
「青い目の人形」がメーカーの指定した人形の他に個別に持ち込んだものも含まれ、身長や身なりが不揃いであったこととは対照的に、答礼人形の背丈は概ね二尺七寸（約81cm（ミス大日本は90cm程））、桐塑製（桐のおが屑と正麩のりを混ぜ込んだものを乾燥させたもの。但し、「ミス大日本」他6体は桐素材の丸彫り）の生地に胡粉を塗り上げた本体に、有名デパート（三越、白木屋、髙島屋、松屋、松坂屋）特製の友禅縮緬と本金の帯、外国へ旅立っても恥をかかないようにと素足に両国の職人に作らせた足袋を履かせ、コンビネーションの洋風肌着を着せられた。
答礼人形の選別から漏れた人形に関しては秘かに地方で処分されたと言われているが、ごくまれに店頭で販売されていて、1929年（昭和4年）にある店で平田郷陽作の人形を80円で購入し、「さくら」と名付けて戦後まで保存されていたというケースなどもある。

#### アメリカへの寄贈と経過等
地域の名を冠した人形は各道府県に送られ、それぞれの道府県の学校で（但し外地へは地理的な関係上、答礼人形は送られず、それぞれの外地の名を冠した答礼人形は東京博物館で展示されることになった。）送別式を開いた後、再び集められた上、1927年11月4日に日本青年館で壮行会が開かれて、アメリカに渡ることとなった。それぞれの人形は、地域名を冠した名前が呼びづらいことに配慮して、台座に記された名前の地域名を取って「ミス○○」と呼ばれた。
人形本体とは別に、アメリカに渡る際は人間と同様に、パスポート、客船の一等切符なども用意され、草履、駒下駄、傘、鏡台や箪笥などといったお道具も含めたものとして作られている。製作費用は、人形本体約150円、衣装約150円、お道具約50円、計1体あたり約350円（アメリカからの友情人形が一体3ドルだったのに対し、一式で当時のレートでは150ドルと50倍の費用がかかった。2010年現在の貨幣価値で約260万円 - 280万円程度。当時小学校の教員の月給の平均は56円で墨田区の一戸建て（12坪=39.67m2）が600円で購入できた。なお、当時の日本人形は一般では最低で1円位から高くても5～6円、極上の人形でも70・80円もするものもあった）であったという。児童が書いた手紙以外にも、「ミス大阪市」が日本から持参した煎餅の入った菓子缶や、地方ゆかりの品々を手土産として添えられた人形もある（「ミス奈良」：鹿の置物、「ミス高知」：珊瑚の細工物、「ミス静岡」：煎茶道具一式など）。
人形たちは1927年11月10日に天洋丸で横浜を出港し、アメリカに送られた後はすぐに各州に届けられるのではなく、1927年11月19日ハワイのホノルルに到着し、同11月25日のサンフランシスコ到着を振り出しに長期にわたりアメリカ各地をまわって紹介された（まずは2グループに分かれ、「ミス大日本」ら17体はロサンゼルスなどの陸路を経て12月15日にシカゴ、12月20日にワシントンD.C.、12月28日にニューヨークに到着。残りの41体はパナマ運河を経由し、1928年1月4日にニューヨークで合流。1月6日にボストンで歓迎会が行われた。その後は人形は世界児童親善会に託され、10体ずつのグループに分散して1月〜7月にかけてアメリカの479の都市（「青い目の人形」を寄贈した都市数とほぼ同じ。ちなみにニューメキシコ州は「青い目の人形」の贈り元のリストに入っていない）にて千回以上の歓迎会が行われ、展示された後に再びニューヨークで合流した）。答礼人形は美術品としての価値があるため、個人・法人から買い取りたい、引き取りたいとの申し出もあったが、各州の博物館や美術館などの公共施設に預けられることになった。
こうして引き取られた人形の中には、道中での移動展示を行っていくうちにその都度人形と台座を取り外す必要があった経緯もあったため、各地をまわる間に人形本体と台座が入れ違いになっていたものもある（人形自体には地域名の旨が書かれておらず、着物に描かれた家紋や市章といった絵柄や、日本で送別会が行われた当時の写真との違いや参加者の証言などから後年に判明したものがほとんど）。人形のその後は、来場者に見られないように隠蔽されたり売却されたりして存在が忘れられたり、災害に遭ったケースもあるが、一方で日本と比べると戦時中も比較的大切にされていたものが多く、48体（うち出所不明3体）が現存している。
答礼人形本体も長年収蔵された結果、各部に劣化が見られたこともあり、多くの人形が一旦日本へ送られ、職人たちにより修復されていった。この外、人形交流の一環として日本に里帰りした人形が送別会が行われた故郷の博物館やデパートなどで展示され、「青い目の人形」と同様、新たに日本人形がアメリカへ贈られている（後述）。
これらの人形とは別に、自治体独自で「ミス岡崎」（1928年。現在はニュージャージー州ニューアーク市の個人所有）、「ミス福江渥美」（1927年。児童らの一銭募金によって製作された人形ではなく、個人から寄贈されたもの。現在はロサンゼルス郊外のフラートン市のメイン図書館所蔵）等も寄贈されている。

## 青い目の人形が送られた学校・幼稚園など
ここに挙げる一覧は、日本国内の各都道府県及び第二次世界大戦終戦前の外地において「青い目の人形」が現在保存されている、もしくはかつて寄贈された学校・幼稚園などの施設を示す（統廃合や改名があった場合は寄贈当時の校名・園名も記す）。この他、博物館などの公共施設に保管されている場合や個人の所有については以前の贈り先も併せて記述する。各地域の人形が贈られた体数は特記を除き、『各県別・各船舶別人形配布割当表』（1927年(昭和2年)・渋沢史料館蔵）に基づく。なお、戦後に贈られた、いわゆる「新・青い目の人形」は特記を除き割愛する。
（凡例）
太字は1927年当時の「青い目の人形」が現存する学校・幼稚園など（後に保管先が変わった場合も含まれる）。（）カッコ内は贈られた当時の人形の名前他。カッコがないものは未詳または不明、あるいは戦後に命名された人形。
太字以外は、1927年当時の「青い目の人形」をかつて所持していた記録（人形の所持品や手紙、学校日誌や写真、沿革、新聞記事、博物館調査資料など）がある、もしくは掲載されている学校・幼稚園など。
P：パスポートが現存する（符号については人形が贈られた1927年当時のものに限定。戦後に再発行されたパスポートに関しては特記のみの記述とする。）
†：パスポート番号の記録のみ残されているが実物が現存しないもの。
☆：ビスクドールであることを示す（部分的にビスクが使われているものも含まれる）

### 北海道地方

#### 北海道
643体が寄贈され、27体が現存。
石狩振興局（旧・石狩支庁）
※札幌市 - 19体が寄贈された。
- 札幌市立簾舞小学校：名称不明だったが、後にギューリック3世により「ベティアン」と名づけられた他、2体の友情人形が寄贈されている[79]。
- 札幌若葉幼稚園（ファンニー・ピオ）P(No.7220)[78][80]：ニュージャージー州モントクレア出身。現在は札幌市時計台記念館にて保管。
- 札幌市立資生館小学校（ボニー）：旧豊水小学校との統合により引き継がれる。

※札幌市以外
- 当別町立弁華別小学校（エリザベス・アーン）：2016年3月をもって閉校。現在は当別町学習交流センターにて保管。当別町には他にも当別小（弁華別小の統合先）、東裏小へ寄贈されている[81]。

渡島総合振興局（旧・渡島支庁）
- 北海道教育大学附属函館中学校（ウエンディー）[82]：北海道教育大学附属小学校から譲り受けた。函館市有形文化財に指定[83]。
- 函館市立臼尻小学校（メリー）：函館市有形文化財に指定[83]
- 遺愛旭岡幼稚園：2体が保管されている。大戦中にパスポートを紛失したため、名前は判らなかったが、ギューリック3世にパスポートの発行を依頼し、「アリソン」ならびに「ベティ」の名が付いた[84][85]。函館市有形文化財に指定[83]。
- 函館市立函館博物館：旧・幸小学校にあった「青い目の人形」[86]。個人所有を経て1996年に博物館へ寄贈。ギューリック3世により「ヘレン」と名付けられた[87]。函館市有形文化財に指定[83]。
- 八雲町立八雲小学校（レイラ）[82]
- 森町立尾白内小学校（フランシス・ブラックニー）P(No.12107)
- 知内町立中の川小学校：現在は知内町郷土資料館にて保管。2007年12月、「ブルーチェリー」と命名された[88]。

檜山振興局（旧・檜山支庁）
- せたな町立太櫓小学校（ルイーズ・アルコット）P(No.9559)：マサチューセッツ州コンコードが誕生地とされている。人形名はルイーザ・メイ・オルコット（『若草物語』の作者）に因んだ[89]。せたな町有形文化財[90]。なお、せたな町には4体の人形が贈られている[91]。1980年頃には、当時の北桧山町が『青い目の人形フェスティバル』にて、「ミス北海道」が保存されているアイオワ州ダベンポートのパットナム博物館に「ミス北桧山」を寄贈している。
- 北村立北村中央小学校（リラ）：クリーブランドより贈られた。東京書籍発行の中学3年生の英語のテキスト"New Horizon"にも"A Doll with Blue Eyes"として紹介されたことがある[92][93]。
- 北村立豊正小学校（ヘンリー）

後志総合振興局（旧・後志支庁）
- 小樽市 - 1927年4月28日に小樽市役所で16体の人形を迎えての式典が催された(人形は現存せず)。
- その他地域
- 積丹町立美国小学校（ベティ・ジェーン）：ケンタッキー州レキシントン アシュランド小学校より寄贈。
- 古平町立古平小学校（マーガレットイサベラ）：古平町には沖小学校にも人形が贈られた[95]。

空知総合振興局（旧・空知支庁）
- 美唄市立中央小学校（メリー）：旧・沼貝小学校。現在は美唄市郷土史料館にて保管。史料館には「エレーン」の名前で展示されている。美唄市には他に我路小学校（沼東小学校と統合の後、廃校）、沼東小学校、茶志内小学校へ寄贈されている[96]。
- 南幌町立南幌小学校
- 栗山町立角田小学校：名称不明だったが、後に「マリー」と命名された。栗山町にはその他、栗山尋常小学校、阿野呂尋常小学校（南学田小学校、マルサ・ジャン・ローウェル）、二岐尋常小学校（日出小学校）に寄贈されている。[97]

※砂川地区には下記の4体が寄贈されている
- 砂川尋常高等小学校（チャー・ロット）
- 上砂川尋常高等小学校（マリー・ルイズ）
- 奈井江尋常高等小学校（グレイス・フリーマン）
- 南空知太尋常小学校（ヘレン・サンシャイン）

上川総合振興局（旧・上川支庁）
- 和寒町立三和小学校（サミー）：2004年和寒小学校と統合。和寒町には3小学校（和寒小、中和小、三和小）に寄贈された[99]。

留萌振興局（旧・留萌支庁）
- 天塩町立天塩小学校（カーラル）P(No.6336)：レイクウッド ヘイジ小学校より。現在は天塩町郷土資料館にて保管。

宗谷総合振興局（旧・宗谷支庁）
- 稚内市立稚内中央小学校（ジェンナー）：「青い目の人形」が保管されている日本列島最北端の学校。戦後も体をゆすると声を発することが可能である。
- 利尻町立沓形小学校：1927年5月17日に人形の歓迎会が催された時の写真が残っている[100]。
- 利尻富士町立利尻小学校（メリー）：人形の歓迎会の写真が残されている。後に焼却処分された。

オホーツク総合振興局（旧・網走支庁）現存なし
胆振総合振興局（旧・胆振支庁）
- 室蘭市立絵鞆小学校（イブリン。当時の新聞では「エブレン」と記されていた）：現在は室蘭市民俗資料館にて保管。市内に12体寄贈されたうち、唯一現存の人形[101]。現在室蘭市有形指定文化財[102]。
- 苫小牧市立苫小牧東小学校（フランセス・キロッチ）：市内には西小学校（ヘレン・ルイズ）、沼ノ端小学校にも寄贈された[103]。

日高振興局（旧・日高支庁）
- 日高町立日高小学校：名称不明だったが、後に「ヘンドレー」と命名された。
- 平取町立平取小学校（バーバラ）P(No.9790)：ニュージャージー州モンテクレア、ペェイズより贈答。

十勝総合振興局（旧・十勝支庁）
※旧・河西支庁 - 45体が寄贈された。
- 帯広市双葉幼稚園（ベティ・ジェーン・ローズ）P(No.2762)：ニューヨークバッファロースクール出身。2013年3月末閉園。現在は双葉幼稚園保存期成会にて保存[105]。
- 帯広市立帯広小学校（マーガレット・ワーナー）[106]
- 帯広市立西小学校[107]
- 帯広市立柏小学校（バージニア）[108]
- 新得町立新得小学校（エレナ・ノアー）1927年5月2日に人形の歓迎唱歌会が催された時の写真が残っている[109]
- 幕別町立白人小学校：1997年、ギューリック3世により「スーザン」と命名された[110]が、贈られた当時は「MARLY」という名前だったと言われている[111]。
- 本別町立仙美里小学校（メリー）[112]
- 本別町立勇足小学校[113]
- 音更町立東士狩小学校[114]
- 芽室町立芽室小学校[115]
- 芽室町立美生小学校[116]
- 足寄町立上足寄小学校（エセル・パドロック）P(No.12900)：1993年に螺湾小学校へ統合。人形は現在は足寄町郷土資料館にて保管。
- 足寄町立上利別小学校（ドリー）：現・大誉地小学校。人形は一時期、世界平和子供協会（東京都渋谷区）が所有し[117]、現在は足寄町郷土資料館にて保管。

釧路総合振興局（旧・釧路支庁）現存なし
根室振興局（旧・根室支庁）現存なし

#### 千島（参考）
旧・根室支庁に所属する千島列島にも人形が贈られている（人形の配布先としては、外地ではなく北海道に含まれる）。
- 内訳：択捉3体（留別、紗那、蘂取）、国後2体（国後、乳呑路）、色丹1体（色丹）、歯舞2体（珸瑤瑁、華岬）

### 東北地方

#### 青森県
220体が寄贈され、10体が現存。寄贈先は出典を参照。
以下に現存の人形がある地域と送られた数（寄贈当時）を示す。東津軽郡25体、青森市15体、北津軽郡26体、下北郡12体は現存せず。
※弘前市 - 12体
- 弘前学院聖愛中学高等学校（エリザベス・ハットン）：弘前学院聖愛幼稚園にあった人形。1958年（昭和33年）に愛光幼稚園が若葉幼稚園と合併し、1995年（平成7年）をもって休園。2体の人形を所有していたが、若葉幼稚園から譲り受けた人形（アメリカ人形だが友情人形ではない）の方は消息不明。
- ☆弘前市養生幼稚園：戦時中は処分されることを危惧して一度地中に埋められた[120]。「メリー」は後日に命名されたドイツ製の人形[121]。

※南津軽郡 - 33体
- 平川市立竹館小学校（ドロシー・ベル・アルバニー）P(No.72)：テキサス州アルバニイより。2006年1月に平川市有形文化財に指定[122]。

※中津軽郡 - 19体
- 弘前市立千年小学校（メリー）
- 弘前市立致遠小学校（シドニー・エル・グリック）[82]
- 弘前市立青柳小学校（メリー・アン）P(No.5316、但し元のパスポートは失われたため、戦前に翻訳されたものや、1987年9月に学校で復刻したパスポートが保管されている[123]。)：人形送付のリストには記されていない。

※三戸郡 - 37体
- 八戸市立島守小学校（メリー）：1967年の校舎火災の際は焼失を免れ、のちには他のゴミと共に処分される直前に保護された[124]。現在は八戸市南郷歴史民俗資料館所蔵
- 南部町立南部小学校：旧下郷小→平良崎小から引き継がれた[125]。2019年には「南部を愛する」という意味で「アイナ」と命名[126]。

※西津軽郡 - 22体
- つがる市立育成小学校（メリー）

※上北郡 - 19体
- 野辺地町立野辺地小学校 - 寄贈当時は城内尋常高等小学校。戦時中は焼却処分されるはずだったが、辛うじて救出されて処分を免れた。2019年4月22日までに青森市の個人宅に保管され、後に新元号『令和』にちなんで「レイワ」と命名された[127]。

#### 岩手県
263体が寄贈され、18体の現存が確認されている。寄贈された地域の内訳は出典を参照。
※盛岡市 - 11体
- 盛岡幼稚園（メリー）
- 盛岡市立桜城小学校：名称不明だったが、後に「メリー」と名づけられた。
- 盛岡市立城南小学校（シャタカ）[128]
- 岩手大学教育学部附属小学校（マヌカ）：旧女子師範学校附属小学校[40]。
- 岩手県立盛岡視覚支援学校（ルッセル）：旧県立盲唖学校[40]。
- 盛岡尋常高等小学校（※正式校名不明、オーバルラパート）[129]
- 盛岡市立仙北小学校（ブラン）[129]

※岩手郡 - 20体
- 岩手町立沼宮内小学校（メリー）
- 葛巻町立葛巻小学校：田野小学校から譲り受けた。
- 雫石町立西山小学校（マリオン）P(No.10070)：合併前の旧下長山小学校より受け継がれた。
- 雫石町立小岩井小学校：人形は1928年の火災で焼失[40]。現・七ツ森小学校。

※紫波郡 - 13体（現存なし）
- 紫波町立紫波東小学校（ヂョイ）：統合前の紫波町立彦部小学校より[129]。
- 紫波町立日詰小学校（ベッテーメリー）[129]

※稗貫郡 - 14体
- ☆花巻市石鳥谷歴史民俗資料館：旧・石鳥谷町立八日市小学校より寄贈。ドイツのケストナー社製のビスクヘッドを使用したニューヨークのCentury社の人形（神奈川県の葉山小学校の人形も同様）[2]。
- 花巻市立若葉小学校（ジェニー・エロイーズ・ギルバート）[130] P(No.2779)：上中小学校から譲り受けた。
- 花巻市立大迫小学校（セニス・ドレークサン）[40]
- 花巻市立花巻小学校（ベッツィー）[129]

※和賀郡 - 15体
- 北上市立二子小学校・北上市立更木小学校：2体とも戦後に発見され、長らく個人所有となっていたが、後に北上市立利根山光人記念美術館→北上市立博物館にて所蔵[131]。

※胆沢郡 - 13体
- 奥州市水沢区水沢幼稚園（メリー・エリザベス・ハミルトン）[40]：現：学校法人吉祥学園認定こども園 水沢こども園。

※江刺郡 - 12体
- 奥州市立江刺愛宕小学校（プレザント・サンシャイン）P(No.13126)：ニューヨーク州プレザントサイドより。
- 奥州市立稲瀬小学校（ミス・コーリン）[40]

※西磐井郡 - 14体（現存なし）
- 平泉町立平泉小学校（メリー）[129]

※東磐井郡 - 16体
- 一関市立千厩小学校（ベティ）[40]：マサチューセッツ州マーシフィールドより。
- 一関市立大原小学校（ルーフフレンズ）[129]
- 一関市立黄海小学校
- 一関市立新沼小学校（メリー）：2023年閉校。人形は統合先の藤沢小学校へ引き継がれた。
- 一関市立藤沢小学校（メリー）[130]
- 藤沢町立保呂羽小学校（ミリー）[40]：2009年閉校。人形は戦時中に処分され、残ったケースのみ統合先の藤沢小学校へ引き継がれた[40]。

※気仙郡 - 16体
- 陸前高田市立気仙小学校（スマダニエル・ヘンドレン）
  - 2011年3月11日の東日本大震災で津波の被害を受け、消息不明となっていたが、1ヵ月後に発見された[132]。気仙地区には長部、広田（カロリー・ベバリーナイト）[40]、米崎、高田（写真のみ現存）の小学校にも人形が配られた[133]。
- (参考)大船渡市立末崎小学校：「青い目の人形」が収蔵されているが、厳密には友情人形ではなく、汽船会社の船員が戦後に寄贈した人形である。なお1927年当時、同校に人形が配布されている[134]。
- 大船渡市立大船渡小学校（メリー）[40]

※上閉伊郡 - 16体（現存なし）
- 釜石市：釜石小学校他3校に寄贈された。
- 遠野市立遠野小学校（イザベル・カウジン）[40]

※下閉伊郡 - 16体（現存なし）
※九戸郡 - 14体（現存なし）
- 洋野町立大野小学校（メリー）[40]

※二戸郡 - 13体
- 一戸町立鳥海小学校

※贈先不明
- ベス・メッシンガー(No.9942†)：1927年3月3日付の岩手日報に掲載された人形(出身地：ボストン)[129]。

#### 宮城県
221体が寄贈され（内訳：（師範学校）附属小学校(2)、盲唖学校(1)、公立小学校(195)、幼稚園(13)、保育園など(10)）
、10体が現存。出典も参照。
※仙台市
- 仙台市立七郷小学校：1927年4月10日に歓迎会が催された写真がある。
- 仙台市立長町小学校：1943年3月10日の陸軍記念日に人形が処分された旨を地元紙が報じている。
- 仙台市立西多賀小学校：関係者の証言によると、人形は空色の帽子や服を身に着けていたらしい。
- 仙台市立原町小学校
- 仙台市立八木山小学校
- 東二番丁幼稚園：人形は仙台空襲で園舎ともに焼失。

※その他市部
- 石巻市立桃生小学校（メリー）
- 石巻市 広淵保育所（ステラ・ローワネル）P(No.12935(渡航切符ではNo.12933[137]))：ミズーリ州カンサス市より。
- 石巻市立石巻小学校：1927年4月15日に人形が寄贈され、5月3日に歓迎会が催された記録がある。
- 石巻市立門脇小学校（トレントン）：2015年に石巻市立石巻小学校へ統合。
- 石巻市立広淵小学校（ベッソ・エロン）：関係者によると茶色い髪をしていたという。
- 石巻市立湊小学校：「青い目の人形」の歓迎会と雛祭りの写真が残されている。
- 石巻市立須江小学校：牡丹色の服を着ていた。人形は戦後まであったという。
- 石巻市立渡波小学校：人形歓迎会の写真が残されている。
- 塩竃市立第二小学校
- 気仙沼市立新城小学校：沿革史に1927年4月29日に人形が贈られた記述がある。
- 本吉町立大谷小学校（シャーロット）：1927年4月18日に人形が贈られ、4月23日に歓迎会が催された記録がある。
- 気仙沼市立気仙沼小学校
- 気仙沼市立唐桑小学校：1927年4月21日に歓迎会が催された記録がある。
- 白石市立白石第一小学校：人形は焼却処分された。
- 白石市立白川小学校：1927年4月16日に歓迎会が催された記録がある。
- 名取市立下増田小学校：1927年5月6日に歓迎会が催された写真がある。
- 名取市立閖上小学校
- 登米市立米谷小学校（バージニア・メリー）
- 登米市立上沼小学校（メリー）
- 登米市立柳津小学校
- 登米市立浅水小学校（グレース・クーリッチ）：1927年4月15日に米ベンエーゲル日曜学校から寄贈された人形。
- 登米市立佐沼小学校：1927年5月11日に歓迎会が催された記録がある。
- 登米市立横山小学校
- 栗原市立鶯沢小学校（ベッテー・エッチョード）
- 東松島市立小野小学校：1927年5月27日に歓迎会が催された記録がある。
- 川渡小学校（ヘレン・ジェーン・ヘース）
- 三本木小学校（ベティー・ジェーン）：パスポートは紛失。
- 大崎市立鳴子小学校（ナンシー）：現在は東松島市の個人所有。東日本大震災で被災し、スリーピング・アイが閉じたままになったが、後に修復された[138]。
- 大崎市立鹿島台小学校（ナンシー）：関係者の証言によると、人形は水色の帽子や服を身に着けていたらしい。

※町村部
- 大河原町立大河原小学校：昭和8年に人形を囲んでの雛祭りが催された写真が残されている。
- 村田町立村田第四小学校（メリー）：旧・菅生小学校。2011年に他3校と統合し、現在は村田町立村田小学校。
- 丸森町立金山小学校[139]（ローズ・マリー）：2003年12月に戦時中に破損した状態の人形を修復。
- 丸森町立耕野小学校（ベティ・ジェーン）：個人所有を経て現在は丸森町まるもりふるさと館所蔵。
- 丸森町立丸森小学校（フランシス）
- 亘理町立荒浜小学校（メリー）：人形を迎えて催された雛祭りの記録がある。
- 松島町立松島第一小学校：学校の倉庫に保管されていたというが、学校の移転等で人形の消息は分かっていない。
- 七ヶ浜町立松ヶ浜小学校（マデライン・ジャミーソン）：1985年6月15日に人形発見との記事が見られるが、その後の消息は不明。
- 利府町立利府小学校（パーテーアン・ウォルフ）：1927年4月15日に人形が贈られ、4月28日に歓迎会が催された記録がある。
- 大郷町立粕川小学校：2012年に他3校と統合し、大郷町立大郷小学校に変更。
- 大郷町立大松沢小学校：同上。
- 大衡村立大衡小学校（フィリス・ラブ）
- 加美町立中新田小学校：1927年5月5日に歓迎会が催された記録がある。
- 涌谷町立涌谷第二小学校（テルマ）：1928年4月28日に歓迎会が催された記録がある。人形は戦時中に近所の牧師に預けたとのこと。
- 美里町立小牛田小学校：関係者の話ではズボンをはいた男の子の人形とのこと。

#### 秋田県
190体が寄贈され、11体が県内に現存し、他1体は福島県にて保管。
- 四ツ屋小学校（ミミー）
- 大館市立城南小学校（ドロシー・エレナ）P(No.11093)[140][141]
- 秋田市土崎幼稚園（メリー）
- 美郷町立六郷小学校（メリー）：現在は美郷町歴史民俗資料館・佐々木毅記念室にて所蔵[142]。
- 安養寺（ヘレン・マリー）：大仙市にある真宗大谷派の寺院。上宮小学校より譲り受ける。
- 由利本荘市本荘幼稚園
- 由利本荘市立松ヶ崎小学校（ブランチュ・ラッファティ）：インディアナ州インディアナポリスより。由利・本荘地区には30体が寄贈された。学校に送られた人形は男の子の容姿をしているが、人形名は寄贈者の名前に由来し、「ミセス」の敬称が付けられている[143]。2014年に由利本荘市立岩城小学校へ統合。
- 由利町立西滝沢小学校（エミリー）：戦時中は学校関係者によって破棄を免れた。1979年ごろに学校の礼法室から発見された[144]。2004年に由利本荘市立由利小学校へ統合。
- にかほ市立金浦小学校（ジャネット・フェイス・チャップマン）：ペンシルベニア州イルキンスバーグ エスレイ街より。
- 羽後町立羽後明成小学校（ペリー）：旧明治小学校。現在は羽後町歴史民俗資料館にて所蔵[142]。
- 羽後町立三輪小学校（セレン）
- 個人所有：いわき市の人形を参照

#### 山形県
205体が寄贈され、13体が現存。出典も参照。
配布内訳（両羽朝日新聞1927年3月23日付（括弧内は日刊荘内1927年4月1日付））：山形市11、南村山郡10、東村山郡12、西村山郡12、北村山郡12、最上郡12(11)、米沢市12(11)、南置賜郡8(9)、東置賜郡12、西置賜郡11、東田川郡11(13)、西田川郡13(12)、飽海郡15(14)、鶴岡市7、計158(157)。
※山形市
- 山形市立第一小学校（メリー）
- 山形市立金井小学校（メリー）：寄贈当時は東村山郡金井村。
- 山形市立蔵王第一小学校（メリー）：寄贈当時は南村山郡蔵王村。

※鶴岡市
- 鶴岡市立湯野浜小学校
- 鶴岡市立加茂小学校：寄贈当時は西田川郡加茂町。2017年閉校。現在は加茂コミニュティーセンターにて保存。
- 鶴岡市立羽黒第一小学校（メアリー・キャロライン・ブラウティ）P(No.37549)：寄贈当時は東田川郡羽黒町。2018年に閉校し、現在は鶴岡市立羽黒小学校。

※米沢市
- 個人所有：1958年～59年頃、米沢市立三沢西部小学校（旧・南置賜郡田沢尋常高等小学校（出典内の人形配布計画には入っていない））校地のごみ処分場で発見。
- 米沢市立北部小学校：人形と遊ぶ児童の写真が残されている[147]。

※酒田市 13体が寄贈された（旧飽海郡のうち遊佐町を除く）。
- 酒田市立南平田小学校：ロザリー(P,No.11749。ペンシルベニア州インマヌエル教会日曜学校のベルサラストクラスより寄贈[148])と旧・東陽小学校（2006年廃校）の「メリー」を所有。
- 酒田市立松山小学校（デル・トレンチャード）P(No.4385)
- 酒田市立亀ヶ崎小学校（キャサリン）

※その他地域
- 河北町立谷地中部小学校（メリー・フランセス・シャーマン）
- 朝日町立宮宿小学校：名称不明だったが、後に「クレア」と命名された。
- 天童市立干布小学校[149]
- 贈先不明（アデリア・キャロリン・イノス）P(No.5968)：イリノイ州スプリングフィールド出身。パスポートは山形県立博物館蔵[150]。

#### 福島県
323体が寄贈された。19体が県内に現存（秋田県からの人形1体を含む）し、1体が大阪府にある。出典も参照
人形の配分については次の通り（寄贈当時の行政区分による）。会津地方（若松市：5、北会津郡：10、南会津郡：7、耶麻郡：15、河沼郡：10、大沼郡：10）、中通り（福島市：5、郡山市：5、信夫郡：18、伊達郡：30、安達郡：21、安積郡：11、岩瀬郡：12、東白川郡：13、西白河郡：20、石川郡：10、田村郡：30）、浜通り（岩城郡：45、双葉郡：11、相馬郡：20）、幼稚園：15
- 会津地方
-- 会津地方振興局管内
- 個人所有：寄贈先は不明。会津若松市内の元教師より譲り受けた。名称も判らなかったため、「青い目の人形」は「ジュリー（沢田研二の愛称から名づけたという）」、箱に一緒に入っていた日本人形は「ヨッちゃん」と命名された。現在は大阪府高槻市の自宅にて保管[153]。
- 若松第一幼稚園（ベレー）[153]
- 若松幼稚園（ベルフェルト）[154]：第二幼稚園または第三幼稚園に寄贈されたと思われる。
- 個人所有（アンナ）P(No.3248)：坂下幼稚園（旧・茂原幼稚園）より譲り受けた。寄贈元はニュージャージー州ブルームフィールド[155]。

-- 南会津地方振興局管内
- 只見町立只見小学校（メリー）
- 南会津町立荒海小学校（シルビア）：後に焼却処分された[153]。

- 中通り
-- 県北地方振興局管内
- 福島市立福島第三小学校（メリー）
- 福島市立荒井小学校（メリー）
- 福島市立水保小学校（メリー）
- 福島大学教育学部附属小学校（マリー）[156]
- 福島県立女子師範学校附属小学校（エディス）[157]
- 個人所有：岡山国民学校（現：福島市立岡山小学校）にあった人形。処分される前に自宅に持ち帰ったとのこと[158]。
- 桑折町立伊達崎小学校：2020年4月に校長室の棚の上より発見された。パスポートもなく名称不明だったが、ギューリック3世により「ベッティー」と名付けられ、新しいパスポートが発行された。[159]
- 川俣町立川俣小学校（ドロシー・ダウン）
- 伊達市梁川中央保育園（ジャン・マリー・ネルソン）P[160]
- 二本松市渋川小学校（リリィ、ベディ）

-- 県中地方振興局管内
- 郡山市立守山小学校（バーニス・マスカーチン）：アイオワ州マスカーチンのYWCAより[161]
- 郡山市立湖南小中学校：旧福良小学校より引継ぎ。名称不明だったが後に「アンナ」と命名。
- 郡山婦人会幼児保育所（メリー）[162]
- 須賀川幼稚園

-- 県南地方振興局管内
- 白河市立白河第二小学校（ベティ・ジェーン）P（No.13374)：ペンシルベニア州ブラドックより。
- 西郷村立熊倉小学校（ベティ・マイ・リチャーズ）P[163][164]

- 浜通り
-- 相双地方振興局管内（現存なし）
-- いわき地方振興局管内
- いわき市立小川小学校：名称不明だったが後に「メリー」と命名。
- 個人所有：元は秋田県湯沢市立湯沢東小学校にあったもの。現在は福島県いわき市の個人宅にて保管[165]。

### 関東地方

#### 茨城県
茨城県には246体が寄贈され、11体の現存が確認されている。
- 大子町立黒沢小学校（メリー）：現在は茨城県立歴史館所蔵[166]。
- 常陸大宮市立美和小学校（クリッシー）P(No.45857)：旧・嶐郷小学校。現在は常陸大宮市歴史民俗資料館所蔵[167]。
- ☆結城明照保育園（レベッカ）：バージニア州ウィリアムバーグより寄贈[168]。
- 古河幼稚園（メリー） - 『徹子の部屋』にも出演したことがある[169]。
- 土浦市立土浦幼稚園（メリー）：土浦尋常小学校（現土浦市立土浦小学校）にあった人形[170]。現在は土浦市立博物館所蔵[171]。
- つくば市立吉沼小学校[172]
- 筑波小学校：個人の手に渡り、現在は土浦市立博物館所蔵[173]。
- 豊岡小学校：名称不明だったが1991年に「メロディ」と称された[173]。
- 石岡市愛友幼稚園（メリー）P[173]：現在は個人所有。
- 源清田小学校（メリー）：現在は個人所有。一旦学校に戻されたことがある[173]。
- 水海道幼稚園：現在は個人所有。
- 桜川市立羽黒小学校：名称は不明だが、後に「ローズ・メリー」と名づけられた[174]。
- （参考）つくば市立葛城小学校：旧・刈間尋常小学校。アメリカ人形ではあるが、1927年当時の友情人形である確証は見当たらないとされる。現在はつくば市研究交流センター所蔵[175]。

#### 栃木県
213体が寄贈され、6体が現存する。
- 宇都宮市立白沢小学校：1928年に人形が贈られた記録がある[176]。
- 今市幼稚園[177]
- 矢板市立泉小学校：人形は長らく名称不明だったが、「ローズィー」と命名され、ギューリック3世よりパスポート（2部）の発行を受けた[178]。塩谷地区へは同校を含め11体が寄贈された[179]。
- 鹿沼市立中央小学校
- 鹿沼市立粟野第一小学校：現在は鹿沼市立粟野小学校。
- 足利幼稚園（メリー） - フィラデルフィア出身[180]。
- 佐野市立佐野小学校（ルース） - ミズーリ州カンザス州出身[180]。
- 佐野市立植野小学校（マリーマサー）[181]

#### 群馬県
県内には142体が寄贈され、19体現存する。
-中部地域
- 前橋市立桃井小学校（メリー）：オハイオ州レークウッド・カリフトンビルのミセスC.C.スチァート氏より寄贈。現在は前橋市教育資料館が所蔵[182]。
- ☆前橋市立城東小学校（バージニア）P(No.86)：多くの人形がアメリカで製造された中、数少ないドイツ製の人形。ニューヨーク州リッチモンドより。周辺へは、桃井（前述）・中川・城南・師範学校附属小・敷島・久留万の各校に配布された[183]。
- 前橋市立大胡小学校（ポリアンナ）[184]
- 玉村町立玉村小学校（ルース）

-西部地域
- 高崎市立箕輪小学校（メリー）
- 高崎第一幼稚園（サリーアン）P(No.13007)：現在は高崎市歴史民俗資料館の所蔵。
- 高崎第二幼稚園（ジーン・ジョイス・ローズ）P(No.2648)：イースト・ジャジィより。[185]現在は高崎幼稚園の所蔵。
- 高崎市立上室田小学校（カロル）：旧・榛名町立第三小学校。人形は榛名町立第四小学校(2005年3月31日閉校)から移された[186]。
- 藤岡市立小野小学校（ミリアム・ヘール）P(No.4454) - テキサス州パレスティン スワティモアより[187]。
- 南牧村立磐戸小学校（ジェン・リード）[188]：現在は南牧村立南牧小学校の所蔵。

-東部地域
- 桐生市立北小学校（ウォヘロ）P(No.4483)：ウィサヒコン・キャンプファイアー・ガールズより。群馬県内の2体の「ウォヘロ」は仕事(WORK)・健康(HEALTH)・愛(LOVE)から取った名前とのこと[189]。
- 桐生市立広沢小学校（ウオヘロ） - フィラデルフィアより寄贈[189]。
- 太田市立韮川小学校（メリー）
- 明和町立明和中学校：明和町立梅島小学校が廃校になった際に譲り受けた。名称不明だったが、平成元年（1989年）に「メアリー」と命名された[190]。
- 大泉町立北小学校（メイウェバー）

-利根沼田地域
- 沼田市立利根東小学校（メリー）
  - 第二次世界大戦中、人形をどう処理するかで職員会議でも取り上げられたが、当時の教頭の一存で校舎の誰にも見られない場所に隠したとのこと。1967年に校舎の建て替えの際に発見され、1973年（昭和48年）3月15日にNHKのテレビ番組『スポットライト』の『人形使節メリー』で紹介されたことにより、「青い目の人形」の全国的な関心を高める運動のきっかけとなった[191]。後に「新・友情人形」の「エリカ」が寄贈され、返礼として日本人形の「あずまちゃん」がカリフォルニア州のスリーピーハロー小学校に贈られた[192]。2016年3月をもって他2校と統合し、現在は沼田市立利根小学校[193]。
- 沼田市立白沢小学校（キャサリン）
- 利根郡川場村尋常高等小学校（メリーチャン）：歌人の江口きちは、在校中に「青い目の人形」を受け取る役を務めた[194]。

-吾妻地域
- 中之条町立吾妻第三小学校（ローズ・メリー）P：別名「ハーリット」あるいは「ハーリエット」[195]。後の町立沢田小学校。現在は校舎を改装した「中之条町歴史と民俗の博物館『ミュゼ』（アーカイブ）」が所蔵。
- 東吾妻町立坂上小学校（ローズメリー）P(No.4457)[187][196]

#### 埼玉県
178体が寄贈され、12体が現存。12体中5体が日本人形と対で保管されている。こちらの出典も参照。
※浦和市 - 5体が寄贈された（人形は現存せず）。
※川越市 - 11体が寄贈された（小学校10体、幼稚園1体。人形は現存しない。）
※北足立郡 - 27体が寄贈された（人形は現存せず）。
-鴻巣市 - 旧・鴻巣町。20体程の「青い目の人形」が寄贈された（上記画像参照）。
※入間郡 - 28体が寄贈された。
-所沢市 - 5体が寄贈された。
- 三ヶ島小学校（ミルドレッド・ルシール）P(No.9354)：パスポートの"Mildred Lucille"は長年「ミルドレッド・ルーチェル」と呼ばれていたこともあり、最近は両方使っているようである。市内には他にも所沢・吾妻・小手指・富岡の各学校に贈られた[27]。

-飯能市
- 飯能市立飯能第一小学校：飯能市には坂石小学校（現：西川小学校）、原市場小学校でも人形の歓迎会が行われた記録がある[201]。

※北埼玉郡 - 20体が寄贈された（人形は現存せず）。
※秩父郡 - 16体が寄贈された（前述の旧・坂石小学校も含まれる）。
-秩父市
- 秩父こども園（ヘレン）P(No.4426)：旧・秩父幼稚園。ペンシルベニア州ボイヤータウン（英語版）より寄贈[203]。
- 秩父市立影森小学校（マリー・ルイズ）
- 秩父市立大滝小学校（アネット(Annett)）P(No.9113)：平成31年3月31日閉校。パスポートや写真などの資料が多く保管されている。秩父市立図書館蔵[204]。

-町村部
- 横瀬町立横瀬小学校：戦後、候補名として「メリー」も挙げられたが「カロリン」に決定した。[205]
- 長瀞町立長瀞第一小学校（エファンビー・ローズ・メリー）：旧野上尋常高等小学校。人形の名前はメーカーから取った[206]。
- 長瀞町立長瀞第二小学校（メリー・エリザベット・フレーマー）：旧樋口尋常高等小学校。
- 東秩父村立東小学校（マーガレット・フォックス）P(No.346)：ニューヨーク市のグレンという人物より。旧・槻川小学校（寄贈当時は大河原尋常高等小学校）[202]より引き継がれる。現在は『東秩父村・和紙の里』にて展示。

※児玉郡 - 9体が寄贈された。
- 本庄市立本庄西小学校：配布当時から2体あった（いずれも名称不明）[208]。
- 本庄市立藤田小学校

※大里郡（1927年当時） - 10数体が寄贈されている。
- 熊谷東小学校（ナンシー・ジェーン）：外国人が多く住んでいた地域ということで熊谷西小学校にも人形が贈られている[210]。
- 熊谷市立成田小学校：当時美術教師をしていた東徳太郎が校長に依頼されて油絵に描写[211]。
- 深谷市立八基小学校：人形の歓迎会の写真が残されている。同小学校へは2016年2月にギューリック3世より「新・青い目の人形」の「スーザン」、渋沢栄一記念館へは「シャノン」が寄贈された[209]。

※南埼玉郡 - 15体が寄贈された。
-越谷市 - 6体が寄贈された。
- 大沢小学校（ワーテラ・ヘズ）P(No.4869)：ニューハンプシャー州の少女から贈られた手紙を持っている[214]。パスポートや手紙には"Martha Heath"と書かれており、後年「マーサ・ヒース」が正しい読み方であるとの指摘を受けたが、パスポートについては"Watera Hayes"[215]とも読めるために贈られた当時は「ワーテラ・ヘズ」で呼ばれており、映画などでもこの名前が使われた。

-久喜市
- 久喜市立江面小学校：江面第一小学校より統合。人形を抱えた少女の写真が残されている。1976年に旧校舎が解体するまで人形はあったとのこと[216]。

※北葛飾郡 - 14体が寄贈された（人形は現存せず）。
- 杉戸町立杉戸第二小学校：1927年5月15日に歓迎会が催された[218]。

#### 千葉県
214体が寄贈され、11体が現存。寄贈先の学校は出典を参照。
出典
毎日新聞1937年3月19日・4月9日発行記事
千葉県小学校変遷一覧（千葉県立中央図書館編）
※葛飾郡 - 30体（現存なし）
※印旛郡 - 23体
- 佐倉幼稚園（ナンシー・メリー）

※香取郡 - 25体
- 香取小学校（メリー）：1927年4月28日の学校日誌には「エリザベス」と書かれている[219]。
- 小見川小学校（ドロシー・ヘレン）
- 小見川幼稚園（メーイ・ホース）P(No.12243)：現在はおみがわこども園[220][221]。

※千葉郡 - 10体（現存なし）
※千葉市 - 5体（現存なし）
※市原郡 - 13体（現存なし）
※海上郡 - 12体
- 旭幼稚園（イロエズ）

※長生郡 - 11体（現存なし）
※山武郡 - 17体
- 成東小学校（アリス・プレーブル）P(No.860)：メーン州ポートランドより。1987年3月5日に市の有形文化財に指定[222]。

※匝瑳郡 - 7体（現存なし）
※君津郡 - 21体
- 松丘小学校（アンヌ・ノーブル・ラメルサンガール）：2021年に他2校と統合し、君津市立上総小学校に改称[186]。
- 佐貫小学校：人形が発見された場所は、元々同小学校の跡地に建てられた佐貫中学校[223]。

※安房郡 - 24体
- 館山小学校（メリー）：現在は個人所有。
- 東条小学校（ベッティ）[224]
- 富浦小学校（メリー）P(No.5150)

※夷隅郡 - 16体（現存なし）

#### 東京都（東京府）
568体（うち東京市へは293体（市立小学校201、同幼稚園15、私立小学校22、同幼稚園55）。この外「ミス・アメリカ」など50体の各州代表人形）が寄贈され、12体が都内に現存。
※東京都内
各州代表人形たち
- 国立科学博物館「ミス・アメリカ」
  - 東京博物館上野分館で空襲の爆撃を受け、焼け跡から発見された唯一の代表人形。一時「青い目の人形交流会」が所有[227]。元々の「ミス・アメリカ」か、他の州の代表人形かは不明。現在は台東区の個人所有[186]。
  - 1989年には「青い目の人形交流会」に新「ミス・アメリカ」（☆マージィ）が寄贈されている[228]。
- 旧「ミス・アメリカ」（アンネシレー、もしくはアンネミレー[229]）(†No.3297)：ニューヨーク州出身[注釈 26]。
- 「ミス・カリフォルニア」（絵葉書には「カリフォルニア嬢」と記されている）：各州代表人形の1つ。ウェディングドレスを着ていた[231][注釈 27]。花嫁の姿をしていた故にふさわしい贈り物として、皇族から嫁入り道具一式を献上されたとのこと[226]。
- マルタ・ワシントン ：ウトストンサレン（原文ママ）出身の州代表人形の一体。照宮によく遊んでもらったため、立派なおもちゃ箱をいただいたとのこと[226]。ワシントン州かワシントンD.C.代表なのかその他州かは不明。
- 「ミス・ニュージャージー」 - 「青い目の人形」の寄贈に携わったミネット・ビー・ムーアの姪が可愛がっていた人形[232]。

各地域の「青い目の人形」
- お茶の水女子大学附属幼稚園（メリー）：アメリカ人形が大小2体保存されており、大きい方は卒業生から贈られた抱き人形（むしろこちらの人形が昭和53年の「青い目の人形」展に出品されたことがある。）で、小さい方が実際の友情人形。附属小学校にも人形が贈られている[233][234]。
- 日本女子大学附属豊明小学校・日本女子大学附属豊明幼稚園（ユナリデー、フローレンス）[235]：渋沢栄一が同大の校長を務めたことがあり、逝去後に井上秀が校長に就任し、海外との人形交流を進めた。2体の人形は、井上が親善のために海外に日本人形を贈った後に返礼として受け取った人形（昭和11年にドイツから2体、昭和13年にフィンランドから1体）と共に現存せず（写真・記事のみ現存）。戦後にギューリック3世により「新・友情人形」の「スーザン」が贈られた[236]。
- 杉並幼稚園：パスポートが失われ、名前が不明のままだったが、ギューリック3世によりパスポートの再発行と「レノア」の名前を戴いた[237]。
- 八王子市立第八小学校：旧・小宮第一小学校。ニュージャージー州アトランティック市のフレンドスクールより寄贈[234]。八王子市には他に八王子幼稚園、恩方第一小学校、川口小学校、浅川小学校等に贈られている（体数は不明）[238]。戦後、「メアリー」と命名され、「新・青い目の人形」の「ベッキー」が寄贈された[239]。
- 青梅幼稚園（ヘレン）：現在は青梅市の個人所有[186]。
- 青梅市立第六小学校：人形贈呈式の写真が残されている[240]。
- 国分寺市立第一中学校[241]：人形歓迎会の写真が残されている。寄贈当時は国分尋常高等小学校。
- 福生市立福生第一小学校（アミー・アーデル）：寄贈当時は福生尋常高等小学校。人形と歓迎式典の写真が残されている。ピンクの洋服にビロードの水色のケープをまとっていたとのこと[48]
- ☆あきる野市立戸倉小学校：ギューリック3世により、次女の名前に因んで「シャロン」（ヘブライ語で『平和』という意味を持つ[242][243]）と名付けられ、「新・青い目の人形」の「ローラ」が寄贈された[244]。平成25年3月31日閉校、五日市小学校と統合。 五日市郷土館 を経て、現在は戸倉しろやまテラスにて展示公開。
- 檜原村立檜原小学校（パティ）P(No.7624)
- 個人所有（メリー）：大田区在住の方の所有。下谷幼稚園（台東区）より。
- 個人所有 : 人形は知人より譲り受ける。名称・寄贈先は不明とのこと。小林人形資料館（墨田区）にて所蔵[245]。工房では、かつて答礼人形の製作にも携わった[246]。
- 個人所有（ジーン・クレアー・ダウニング）：かつて渋沢栄一が設立した団体に寄贈された人形のうちの1体。2024年2月に渋沢史料館に寄贈された[247]。

※東京都外から譲り受けた人形
- 株式会社 吉徳（名称不明、後に「アニー」と命名される）
  - 三重県伊勢市の中島幼稚園→保母の自宅→吉徳という経緯で、1992年12月以降は東京の吉徳に保管されている。服は1992年8月に自宅から中島幼稚園に返す際に新調された。元々の名前が不明だったが、1993年に当時上演されたミュージカルならびに同名の主人公の名前からとって「アニー」と名付けられた[248]。
- 個人所有（グレンデール）：世田谷区在住の方の所有。楠渓幼稚園（樺太）より。

#### 神奈川県
166体が寄贈され、12体が現存。
※横浜市 - 60体以上の人形が寄贈された（現存する7体のうち4体は市内。他の3体は市外より寄贈）。
- 西前小学校（ポーリン、マーリン）：「マーリン」（名称不明のため、戦後に命名された）は1947年に西戸部小学校の統合の際譲り受けた。[249]なお、「横浜人形の家」の山下公園側にはポーリンの銅像が飾られた「ポーリン橋」が架かっている。
- 戸部小学校（メリー・ジェン）
- 宮谷小学校：日本人形と一緒に飾られていたが戦時中に消失。2009年8月にはギューリック3世より「新・青い目の人形」の「メアリー・スー」が贈られた[250]。
- 磯子小学校（ウール）：答礼人形「ミス横浜」に添えられた手紙に記述がある。[251]
- 横浜人形の家：以下の4体を所蔵（特別展示を除き、通常はレプリカを展示）。
  - ブロッソン：本町小学校より[252]（『横浜人形の家』開館以前の1980年に横浜市に移管[253]、同校には1996年にレプリカが寄贈されている[254]）。
  - ネリー：旧・木花幼稚園（静岡県）より。※詳細は後述
  - マージェリー・ルスムーア：東京都内のある幼稚園に贈られた人形。1997年に台東区の個人より寄贈[255]。
  - エリーネ・ジェーン・プーリッジ（P※ギャラリー参照）：旧・菊水幼稚園（兵庫県）に贈られた人形。1998年に三木市の個人より寄贈。通称「エレナ」。

※横須賀市 - 22体が寄贈された（人形は現存せず）。
- 逸見小学校
- 走水小学校
- 北下浦小学校
- 諏訪小学校：手編みのセーターを着ていた[258]。
- 高坂小学校[257]
- 浦賀小学校[257]

※その他地域
- 小田原市立三の丸小学校（メイ・サン・マーチス）
  - 別名「マエ・サンマティオ」。カリフォルニア州サンマテオ郡に住む日系二世より送られた[259]。
- ☆葉山町立葉山小学校（メリー）：2016年に葉山町の有形文化財に指定された。
- 箱根町立箱根の森小学校（エミリー、マリールー）：それぞれ旧・宮城野小学校、旧・温泉小学校から引き継がれたもの[260]。「エミリー」は昭和62年3月に命名[261]。「マリールー」はカリフォルニア州オークランドの長老教会のガールリザーブからの手紙を所持[168]。
- ☆伊勢原市立大山小学校（ルース・ジェン）：「モリムラ・ブラザーズ（1917-1921年に人形が製作された）」により外国向けに輸出され、友情人形として逆輸入された事例[262]。2018年10月30日に伊勢原市の指定文化財に指定された[263]。
- 秦野市立東小学校 - 人形名は不明だが、答礼人形「ミス神奈川」（人形は現在行方不明）と共に贈られた手紙では「ペルリ」の愛称がつけられている[264]。
- 相模原市立上溝小学校（ルース・ヘルツ）[265] - 人形は戦時中に消失。後にアメリカのアーン小学校から2世の人形が贈られ、答礼として「上溝さくら」が同校へ贈られた。

### 中部地方

#### 新潟県
418体（船便による398体と後に追加された20体）が寄贈され（新聞で公表された内訳はこちら）、12体が現存（この他県外より1体が移された）。下記に1927年当時の人形が配られた地域、個数を示す。
※新潟市 - 21体
- 新潟市二葉幼稚園（クレア）P[268]
- 万代小学校（サラ）P（No.3609)：キャピタル・オブ・ユーエス（ワシントンD.C）出身。

※長岡市 - 11体（現存なし）
※上越市（旧・高田市） - 6体（現存なし）
- 上越市立和田小学校（カザリン）：日本人形「和田昭子」（和田小学校の「和田」と昭和の「昭」）などの人形と共に展示された[269]。

※北蒲原郡 - 31体
- 新発田市立菅谷小学校：石川小学校より譲り受ける。
- 新発田市立東小学校：2018年に統合した旧・松浦小学校（チチ）、旧・五十公野小学校の人形が保管されている。

※中蒲原郡 - 30体
- 新潟市立新飯田小学校（ジョアン）：イリノイ州シャンペインより寄贈。[270]

※西蒲原郡 - 30体
- 新潟市立内野小学校：戦時中、着物を着せて日本人形に見立てた事によって処分を免れた。

※南蒲原郡 - 17体（現存なし）
※東蒲原郡 - 10体（現存なし）
※刈羽郡 - 25体
- 柏崎市立柏崎小学校（ミルドレッド）P(No.2945)：マサチューセッツ州より寄贈。戦時中に処分されることを危惧した一収集家が校長に嘆願し、アメリカの「捕虜」という名目で保護された[271]。現在『痴娯の家』所蔵。
- 柏崎市柏崎幼稚園（ナオミ・ルース・シェラブラ）P(No.2138)：同上。コネチカット州ハートフォードのケネディミッションスクールの教授婦人より寄贈[271]。現在は『痴娯の家』所蔵。

※古志郡 - 25体（現存なし）
※三島郡 - 18体（現存なし）
※中魚沼郡 - 19体（現存なし）
※北魚沼郡 - 15体（現存なし）
※南魚沼郡 - 21体（現存なし）
※中頚城郡 - 42体（現存なし）
※東頚城郡 - 12体（現存なし）
※西頚城郡 - 17体
- 糸魚川市立浦本小学校（カザーエン）

※岩船郡 - 16体（現存せず）
- 村上市立塩野町小学校（メアリー・ジェーン）P：パスポートのみ現存。メリーランド州フレデリックより寄贈[272]。2019年3月末に廃校になり、村上市立朝日さくら小学校に統合。

※佐渡郡 - 22体
- 佐渡市立高千小学校
- 佐渡市立河原田小学校

※県外から移された人形
- 個人所有
  - 石川県の小学校に贈られたとされる人形。現在は村上市の個人宅にて保管[273]。

#### 富山県
150体が寄贈され、7体が現存。1927年当時の寄贈先は富山市29体、高岡市10体、市部幼稚園12体、旧上新川郡12体、中新川郡17体、下新川郡13体、旧婦負郡7体、旧射水郡15体、旧氷見郡8体、旧東礪波郡12体、旧西礪波郡15体。
- 富山市立三郷小学校：名称不明だったが、「メリー・ブラウン」と名前が付けられた[276]。2022年4月に上条小学校と統合し、現在は三成小学校。
- 富山市立水橋西部小学校（ベティ・ロー）：インディアナ州インディアナポリス市より寄贈。
- 富山市立水橋中部小学校（エリザベス・ギルド）P(No.13564)：コネチカット州ニューヘブンより寄贈。
- 個人所有：砺波市内の富山青葉幼稚園出町分園（現：認定こども園出町青葉幼稚園）に寄贈された人形で、同園に勤めていた方が譲り受けたとのこと。2009年5月末にギューリック3世訪問の際、友情人形であると確認された。現在は富山市内にて保管[274]。
- 高岡市伏木保育園（ステファン・パルマー）P(No.11769)：ペンシルベニア州パルマートンより寄贈。
- 高岡市立伏木小学校（ヘルンエリザベス・ブラウン）：元々は福岡小学校にあったもの[277]。現在は富山県教育記念館所蔵。
- 砺波市立鷹栖小学校（メリー）

#### 石川県
205体が寄贈され、3体が現存。
- 輪島市立西保小学校（メリー）：2013年春閉校。現在は西保公民館に保存されている。
- 津幡町実生保育園（ジェーン・オルフ）：現在は津幡町教育委員会で保管。町有形文化財に指定されている[278]。
- 白山市立朝日小学校（ローラ・マーガレット）：白山市立鶴来博物館（閉鎖）、後に白山市立図書館所蔵。

- 金沢市：人形に関する記録が残されているのは下記の通り。
- 三馬小学校：「青い目の人形」が贈られた時のアルバム・写真が保存されている[279]。
- 戸板小学校：沿革史に人形が処分された旨の記述有[84]。
- 中央小学校：合併前の長土塀小学校に寄贈された時の写真が残されている[280]。
- 木の花幼稚園：日誌にて記載[279]。

#### 福井県
152体が贈呈された。1体のみ現存。出典を参照。
- おおい町立本郷小学校（オーラ・ジョンソン）：現在はおおい町郷土資料館所蔵。水上勉の『停車場有情』にもこの人形の記述がある[282]。
- 勝山市立鹿谷小学校
- 坂井市立三国南小学校
- 大野市立上庄小学校
- 坂井市立雄島小学校
- 坂井市立平章小学校
- 大野市旭幼稚園：アメリカの宣教師が戦後に本国へ持ち帰った。
- 栄冠幼稚園[283]
- 福井市立麻生津小学校：福井市には木田小、文殊小、尾上幼稚園などに寄贈されている[284]。

#### 山梨県
山梨県では129体の人形が寄贈され、第一便の前橋丸の100体と第七便のりすぼん丸の29体の人形が割り当てられた。人形は1927年（昭和2年）3月14日の甲府市の春日小学校で歓迎会、展覧会が行われ、県内の幼稚園や小学校などへ配布された。
戦時下では多くの人形が処分され、1945年（昭和20年）7月6日・7日の甲府空襲の戦災で焼失したものも多く、現在では進徳幼稚園（甲府市）所蔵の「イヴァンヂリーン」P(No.11358)、相川小学校（甲府市）所蔵の「ジェネラ」（ニューヨーク州ロチェスターより寄贈）、河口小学校（富士河口湖町）蔵の「ジェニサガ」P(No.2275。ニューヨーク州ロチェスター市のジェニサガクラブより寄贈。日本人形の「河口玻留子」と並べて保管。)、増穂町民俗資料館（増穂町。富士川町立増穂南小学校より譲り受けた。増穂町には増穂小学校にも「ドーリー・マジソン」が寄贈されたが現存せず）蔵の「ヘルン・モナー」、谷村第一小学校（都留市）蔵の「メリー」（戦後、校舎改築の際に焼却処分される寸前に救出された。）、個人所有（甲斐市、県内の知人より譲り受けられたという）の計6体が現存し、一部の人形にはメッセージが添えられた「パスポート」も付属している。
また、日本側からアメリカへ送られた答礼人形のなかには市松人形の「山梨富士子さん」が含まれ、現在はワイオミング州シャイアンの博物館に所蔵されている。現在では人形が現存する学校において日米交流や教材として利用されている。

#### 長野県
286体（船便による内訳は前橋丸147体、ライン丸78体、りすぼん丸61体）が寄贈され（当時の新聞に公表された内訳は出典を参照）、28体が県内に現存（他1体は名古屋市の個人宅にて保管）。1970年8月に篠ノ井市立南部図書館（現・長野市立南部図書館）で戦後初めての「県内青い目の人形展」が催された。
- 北信地域
-- 飯山市
- 飯山市立泉台小学校（エリザベス・エッセル）P(No.9232)[292]：ニューヨーク州リードより寄贈。外様小学校より譲り受ける。
- 飯山市立東小学校（アロア）P[296]：マサチューセッツ州ウェストストックブリッジより寄贈[292]。瑞穂小学校より譲り受ける。

-- 中野市
- 中野市立豊井小学校：旧下水内郡豊田村立豊井小学校[292]。

-- 下高井郡
- （参考）野沢温泉村立野沢温泉小学校：「青い目の人形」の歓迎会で歌われた『人形を迎える歌』作者の高野辰之ゆかりの地として新・青い目の人形「イーディス」が寄贈された[297]。

- 長野地域
-- 長野市：10体が寄贈されている。
- 綿内小学校（メリー）：鈴野十朗 『答礼哀歌』の「メリー」のモデルにもなっている。
- 川田小学校（メリー）
- 城山小学校：人形は戦時中に処分されたが、2014年ギューリック3世夫妻より新・友情人形「ジョアンナ」が寄贈された[299]。
- 浅川小学校
- 真島小学校
- 安茂里小学校[292]
- 東条小学校：旧埴科郡東条村立東条小学校[292]。
- 七二会小学校：旧上水内郡七二会村立七二会小学校[292]。

-- 須坂市
- 須坂市立豊洲小学校[292]
- 須坂市立小百合小学校[292]

-- 千曲市
- 千曲市立埴生小学校

-- 上高井郡
- 高山村立高山小学校：統合前の山田小学校に人形が寄贈された[292]
- 小布施町立都住小学校[292]

-- 埴科郡
- 坂城町立村上小学校

- 佐久地域
-- 小諸市
- 小諸市立東小学校（メアリー）：旧北大井小学校より譲り受ける。

-- 佐久市
- 佐久市立泉小学校：旧桜井小学校より譲り受ける。パスポートを紛失したため、人形名は学校で独自に「メアリー・ヘンドレン・イズミ」と名づけ、パスポートも再発行してもらった[300]。

-- 北佐久郡
- 軽井沢町立軽井沢東部小学校：旧軽井沢尋常小学校[292]。

- 上田地域
-- 上田市
- 上田市立第四中学校：川辺小学校より譲り受ける。ちなみに人形を授かった当時は小県郡川辺村に属し、上田市に編入されるのは1954年（昭和29年）になる。なお、1927年当時の上田市には以下の5体（「トリイン」のみ男の子の人形）が寄贈された[298]が、現存が確認されているものは一つもない。
  - 上田小学校（ハーデーキング）
  - 南小学校（メリー）
  - 城下小学校（ナオミルール）
  - 西小学校（クローレンメイ）
  - 東小学校（トリイン）

-- 東御市
- 東御市立滋野小学校（ローズ・マリー）
- 東御市立田中小学校（ベッティ）
  - 旧・県村立県小学校。人形の返礼として木彫人形「雪国少女」が贈り主のロチェスター市の少女に届けられた[301]。

-- 小県郡
- 青木村民俗資料館（シンシア・ウェーン）P(No.7293)：マサチューセッツ州スプリングフィールドより[292]青木小学校に贈られた。1978年に青木中学校で見つかり[302]、パスポートなどを含めて保存状態は良好。現在は青木村民俗資料館（五島慶太未来創造館内）で展示されている。

- 松本地域
-- 松本市
- 松本市立本郷小学校（メアリー・ロー）P(No.2508)：ニュージャージー州サミット（英語版）より[292]。
- 松本市立筑摩小学校：戦後に発見され、「メイプルちゃん」と名付けられた[303]。
- 安曇小学校（メリー）
- 松本市松本幼稚園（ジェーン）P(No.13097)：ニューヨーク州プレザントビルより寄贈[292]。現在は松本市旧開智学校管理事務所所蔵。
- ☆松本市立梓川小学校（メリー）
  - 旧・南安曇郡梓川小学校。平成元年（1989年）、アメリカへ里帰りの最中にサンフランシスコで盗難に遭い、消息不明[304]。後に同校には「☆アン」（オレゴン州のある婦人より）と「マリー」（国際文化協会より）の2体の人形が寄贈された[292]。

-- 東筑摩郡
- 筑北村立筑北小学校：統合前の旧筑北村立坂井小学校から引き継がれた人形[305]。

- 木曽地域（木曽郡）
- 木曽郡木曾幼稚園：現・学校法人中島学園認定こども園きそ幼稚園。人形の方は現在は木曾教育委員会所蔵。
- 木曾町立三岳小学校[292]
- 個人所有（プリシラ・キングスレイ）：名古屋市の人形を参照
- 木曽郡読書小学校（メリー）：現・南木曽町立南木曽小学校。戦時中は「青い目の人形」とさとられないように瞳は黒く塗りつぶされた[306]。統合前の妻籠小学校にも人形が寄贈された記録がある[292]。
- 大桑村立大桑小学校（マーサ・メイ）P(No.2918)：マサチューセッツ州ボストン市より寄贈[292]。須原小学校より譲り受ける。

- 北アルプス地域
-- 北安曇郡
- 小谷村立南小谷小学校（ミミー）：箱には「カロライナ州ニーナマイセン氏」と書かれている[292]。現在は小谷村立小谷小学校にて保管されている[307]。

- 上伊那地域
-- 上伊那郡
- 飯島町立七久保小学校
- 大鹿村立大鹿小学校（マートル・ルイーズ・ヒルズ）P(No.2025)：コネチカット州ハートフォードのブルーヒル洗礼教会少女奉仕団より寄贈[292]。

- 南信州地域
-- 飯田市
- 個人所有：飯田市の2家で保存されている[308]。
  - 1体は答礼人形をアメリカへ贈る際に、児童代表として挨拶をした人物が謝礼として受け取った「青い目の人形」であり、結婚を機に飯田市へ送られた。「マチコ」と名付けられている[292]。
  - 他の1体（メリー）は飯田市立上郷小学校から譲り受けている。
- 高松学園慈光幼稚園：1947年（昭和22年）の飯田大火により焼失[308]。

-- 下伊那郡
- 根羽村立根羽小学校（エミー）：2020年に根羽中学校と統合し、小中一貫校の根羽村立義務教育学校根羽学園になる。
- 阿智村立会地小学校[292]

- 諏訪地域
-- 諏訪市
- 諏訪市上諏訪幼稚園（ヘレン・ジュリア）P(No.5504)：ウィスコンシン州・ミルウォーキーより[292]。現在は社団法人諏訪教育会所蔵[309]。
- 諏訪市立中洲小学校（メリーアン）：ケンタッキー州カンバーランド（英語版）の小学校より寄贈[292]。
- 諏訪市立高島小学校[292]

-- 茅野市
- 茅野市立湖東小学校[292]

-- 諏訪郡
- 原村立原小学校（ローズマリー）

-贈先不明
- （参考）個人所有：長野県内の学校で教員を務めていた方が県内の実家で保管し、千葉市稲毛区に移った後に「青い目の人形」と分かってから、地元の長野市立博物館に寄贈されることになった[310]。ただし、来歴に関係する資料がなく、友情人形との断定には至っていない[311]。

#### 岐阜県
235体が寄贈された。うち2体が現存。
※出典参照
※岐阜市：19体が寄贈された（いずれも人形は現存せず、写真が残されている学校もある）。
- 京町尋常高等小学校（パーセルクラーク）
- 金華尋常高等小学校
- 明徳尋常高等小学校
- 徹明尋常高等小学校
- 白山尋常高等小学校
- 梅林尋常高等小学校
- 鶉尋常高等小学校
- 長良尋常高等小学校
- 島尋常高等小学校
- 長森尋常高等小学校
- 北長森尋常高等小学校
- 黒野尋常高等小学校
- 方県尋常高等小学校（マリエ）
- 芥見尋常高等小学校
- 厳美尋常高等小学校
- 春近尋常高等小学校
- 山県尋常高等小学校
- 明道幼稚園（1981年廃園）
- 芽含幼稚園：1945年7月9日の空襲で園舎全焼（この時までに消失と思われる）[314]。

※その他地域
- 和知小学校（パッテロー）
- 上麻生小学校（メリーブランナー）：一時、個人が所有していたが、2016年3月に学校へ返還された。
- （参考）個人所有：高山市にて保存。香川県・明善学園の「ベッチィ・ジャアン」と思われた人形で、友情人形に似せて作られた複製の人形とのこと[315]。
- 下呂尋常高等小学校（ヘレン） - トロイア戦争の原因となったギリシア神話に登場するヘレネーにちなんで、「トロイのヘレン」の愛称が付けられていた[313]。
- 郡上郡大和町のある小学校（エルベラー）[316]
- 美濃加茂市立古井小学校：美濃加茂市には太田、蜂屋の小学校にも人形が寄贈されている[317]。
- 羽島市立小熊小学校：人形が贈られた記録がある[318]。

#### 静岡県
253体が寄贈され、県内に6体が現存（この他1体は神奈川県にて保管）
- のぞみ幼稚園（フローレンス）：大仁幼稚園（旧・微笑幼稚園）より引き継がれる。平成15年に吉田幼稚園と合併し、現在の園名になる[319]。
- 長田西小学校（メリー）[320]：現在は個人所有
- 浜岡北小学校（マーベル・ワレン）P(No.11805)：ロードアイランド州ウォーレン(Warren)出身。朝比奈小学校より。現在は御前崎市教育委員会所蔵の市指定有形文化財[321]。
- 網代小学校（メリー）：当時の田方郡には14体が寄贈された[322]。
- 明倫小学校（ミルドレッド）：ペンシルベニア州パーラマトレ・シイハイ街より寄贈。
- 第一幼稚園（メリー）：富士川町立第一小学校より。現在は富士市立博物館にて所蔵[323]。
- 木花幼稚園（ネリー）：園舎は静岡空襲で焼失したが、人形は園長の自宅にて保管[324]。現在は『横浜人形の家』にて所蔵。
- （参考）夢寂寺：浜松市北区の寺に保管されている「青い目の人形（但し友情人形ではなく、古くから伝えられ、戦時中に匿われたアメリカ人形とのこと）」。なお、近くの三ヶ日西小学校には1927年に人形が配布された記録があり、1999年にギューリック3世より「新・青い目の人形」の「ペニー・スー」が寄贈されている[325][326]。

#### 愛知県
1927年3月1日に最初の201体が名古屋駅に到着。ドロシー、バーバラ、イリーヌ（いずれも贈先不明）が代表人形として登場した。
349体（船便による内訳はリンコルン丸206体とプレジデント・ピヤス号143体）が寄贈され、現存するのは9体（＋県外より1体）。
※東三河地区
- 西郷小学校（コネタ）P(No.6178)：「コネタ」はオハイオ州のウォーパコネータ（英語版）という町の名から来ている[329]。後に2体のレプリカが作られ、一体はオハイオ州のノースリッジ小学校に寄贈され、もう一体は学校の授業の教材として使用されている。
- 御津南部小学校（ヘレン）：戦時中でも乱暴に扱われることなく校内に飾られていた[330]。豊川市内には他に豊川、千両、牛久保、国府、一宮西部、小坂井東小学校に人形が贈られた記録がある[331]。
- ☆田原中部小学校（マーシャル・セントラル）P(No.3085)：ドイツ製の人形。カンザス州マリースビルより寄贈。渥美郡には17体、うち田原町には田原南部小学校にも寄贈された[332]。
- 田原市立福江小学校（エスター・カリフォルニア）：寄贈当時は福江町だったが、1955年に現在の田原市へ編入される。初代の人形は現存せず、2007年にギューリック3世より新・友情人形の「カレン」が寄贈された[333][334]。なお、前述の答礼人形「ミス福江渥美」を送り出した学校でもある[75]。
- 細谷小学校（エセル・ディーン）P(No.9090)：旧・二川町南部尋常高等小学校。ネブラスカ州リンカーンより寄贈。
- 東陽小学校（ノルマン）：旧・鳳来町立能登瀬小学校より譲り受ける[335]。
- 田峯小学校（グレース・A・グリーン）P(No.1022)：オハイオ州デイトン市のノーマル・トレーニング・スクールより寄贈。「青い目の人形」発見をきっかけとして、国際交流に役立てている事例（アメリカへの里帰り及び奉納歌舞伎の公演）[336]。

※西三河地区
- 岡崎市：小学校へ6体、幼稚園へ3体が寄贈された。後に市内の各校の寄付金により答礼人形「ミス岡崎」が製作され、ニュージャージー州ニューアークへ贈られた。
- 宮崎小学校（コルマ・デル）※但し、寄贈当時は宮崎村（後の額田町）で、岡崎市域には含まれない（岡崎市に編入されるのは平成18年1月1日）。

- その他地域
- 吉良中学校：横須賀尋常高等小学校に贈られ、後に公民学校を経て現在の中学校へ移された。新校舎へ移転する際に処分されかかったところを、卓球部の顧問をしていた教員に拾われ、ギリシャ神話の勝利の女神にちなんで「アテナ」と名付けられた[337]。
- 幸田小学校（グレース・エッサ）：島原藩主をつとめた深溝松平家ゆかりの地として、長崎県島原市立第一小学校保存の「リトル・メリー」と姉妹関係を結んだ[338]。2018年には、同様に松平家と縁のある京都府福知山市に保管されている「ヘレン・ウッド」を通じ、3姉妹構想を思いつくことになった[339]。

※尾張・知多地区（現存なし）
- 東郷町立東郷小学校[340]
- 鬼崎南小学校（パトリシヤ）[341]

※名古屋市（市内へは101体の人形が寄贈されたがいずれも現存せず、現存は県外から移された1体のみ。他にも市内の小学校のうち、2校に人形に関する記録が残されている。）
- 個人所有（プリシラ・キングスレイ）：1949年に閉園した長野県木曽郡上松町野中幼稚園より譲り受けた[343]。現在は名古屋市にて保管。
- 名古屋市立大須小学校（ルラローズ）：ネブラスカ州リンカーンの第一キリスト教会のルラ・アスビンワルより寄贈[344]。
- 名古屋市立名城小学校

### 近畿地方

#### 三重県
三重県には194体の人形が寄贈され、県内の小学校や幼稚園に配布された。戦時下で多くの人形が処分され、現存しているものは県内に8体あり、1体が東京に保管されている。ソースも参照。
・北勢
※桑名市
- 桑名市立日進小学校（メリーエリザベス）※寄贈当時は桑名第一尋常高等小学校
- 桑名市立精義小学校※寄贈当時は桑名第二尋常高等小学校
- 桑名市立立教小学校※寄贈当時は桑名第三尋常高等小学校
- 桑名市立城東小学校（ヂェーン）※寄贈当時は桑名第四尋常高等小学校
- 桑名市立益世小学校（ベルハーバート）
- 桑名市立大成小学校（フランク）※寄贈当時は大山田第一尋常高等小学校
- 桑名市立深谷小学校
- 桑名市立城南小学校（アライス）
- 桑名市立長島中部小学校（アボット）※寄贈当時は長島尋常高等小学校
- 桑名町立桑名幼稚園

※桑名郡
- 木曽岬町立木曽岬小学校

※いなべ市
- いなべ市立員弁西小学校※寄贈当時は笠田尋常高等小学校
- いなべ市立石榑小学校
- いなべ市立笠間小学校（メリー）
- いなべ市立阿下喜小学校
- いなべ市立治田小学校
- いなべ市立藤原小学校
  - 合併前の中里尋常高等小学校に「マリー」が寄贈された[347]。
- （参考）個人所有
  - いなべ市の個人所有でエファンビー社製の人形。学校に贈られた確証がないため友情人形とされていない[348]。

※員弁郡
- 東員町立神田小学校（フローランナ・キャリー）

※四日市市
- 四日市市立中部中学校
  - 移管前の四日市市第五尋常高等小学校に「メリーピックホード」が寄贈された。
- 四日市市立大矢知興譲小学校（ベットシー）
- 四日市市立塩浜小学校
- 四日市市立水沢小学校
- 四日市市立中央小学校
  - 合併前の四日市市立納屋小学校（寄贈当時は四日市市第三尋常高等小学校）に「メリー」が寄贈された。
- 四日市市立中部西小学校※寄贈当時は四日市第一尋常高等小学校
- 四日市市立富洲原小学校（メリー）
- 四日市市立富田小学校
- 四日市市立橋北小学校※寄贈当時は四日市市第七尋常高等小学校→西橋北小学校
- 四日市市立浜田小学校※寄贈当時は四日市第二尋常高等小学校
- 四日市市立日永小学校（マリー）
- 四日市市立四郷小学校
- 四日市市第六尋常小学校（マクビッカー）※閉校

※三重郡
- 菰野町立菰野小学校（メリー）
- 菰野町図書館（ウォーレン）
  - 菰野町立千種小学校へロードアイランド州のウォーレン婦人聖書教会より寄贈。1943年に処分されかけたところを、当時の先生が持ち帰って隠し持っていたとされる。1983年に服を新調。2008年に菰野町に寄付されるまで家族で保管していた。菰野町郷土資料館での保管を経て、菰野町図書館の開館に伴い、古文書などとともに図書館2階の郷土資料コーナーへ移された[349]。
- 川越町立川越北小学校（イダ･スコット）

※鈴鹿市
- 鈴鹿市立井田川小学校※人形寄贈当時は井田川尋常高等小学校で、後に亀山市と分離した。
- 鈴鹿市立神戸小学校
- 鈴鹿市立国府小学校（アルゼリン）
- 鈴鹿市立庄内小学校（ポリー）
- 鈴鹿市立庄野小学校
- 鈴鹿市立玉垣小学校（フロレンス）
- 鈴鹿市立深伊沢小学校※寄贈当時は誠化尋常高等小学校
- 鈴鹿市立若松小学校（ノアミ・ルイズ）

※亀山市
- 亀山市立井田川小学校※鈴鹿市より分離。
- 亀山市立亀山西小学校（カロリン）※寄贈当時は亀山尋常高等小学校
- 亀山市立亀山東小学校※寄贈当時は県立女子師範附属小学校
- 亀山市立川崎小学校
- 亀山市立野登小学校
- 亀山市立昼生小学校
- 亀山市立関小学校（ローズマリーもしくはローズメリー）※寄贈当時は鈴関尋常高等小学校

・中勢
※津市：74体が届けられた。
- 三重大学教育学部附属小学校（マーガレットラバー）※寄贈当時は県立師範学校附属尋常小学校
- 津市立育生小学校（ベッテイ・リー・モリサン）
- 津市立一身田小学校
- 津市立大里小学校
- 津市立片田小学校
- 津市立神戸小学校※寄贈当時は明徳尋常高等小学校
- 津市立櫛形小学校※寄贈当時は暢達尋常高等小学校
- 津市立雲出小学校
- 津市立敬和小学校※寄贈当時は恭和尋常高等小学校
- 津市立修成小学校（チャールス･リンコルン）※寄贈当時は済美尋常高等小学校
- 津市立白塚小学校（ベッチー）
- 津市立新町小学校（不明、2024年に「未来（ミライ）」と命名される）
  - 2007年に服を新調。
- 津市立養正小学校（メリーシュー）
- 津市立立成小学校
- 津市立誠之小学校（マーチン）※寄贈当時は久居尋常高等小学校
- 津市立榊原小学校
- 津市立上野小学校
- 津市立黒田小学校（マヂャリー・ダンロップ）
- 津市立豊津小学校（メリー）
- ☆津市立明小学校（不明、1990年に「ロザリー」と命名される）
  - ドイツのセンチュリー社製の人形。1980年に校舎改築の折、屋根裏から発見される[351]。1989年に「青い目の人形」と判明して以来、学校に展示されている。
- 津市立香良洲小学校（ナンシー･キンボール）※寄贈当時は矢野尋常高等小学校
- 津市立一志西小学校
  - 合併前の大井尋常高等小学校に「ネースル」が寄贈された。
- 津市立一志東小学校（メリー）
  - 旧・川合小学校。人形は校長先生の自宅蔵に保管されており、1986年より学校に展示されている。2014年に他校と統合し現在の校名になる。2018年にギューリック3世より新・友情人形の「ヒルダ」を授けられた。
- 津市立川口小学校（ベッティダーリング）
- 津市立美杉小学校
  - 合併前の八知尋常高等小学校に「ミニー」、多気尋常高等小学校に「ジュリア･ヒッキィ」が寄贈された。
- 美良幼稚園

※松阪市：18体が寄贈された。
- 松阪市立射和小学校
- 松阪市立伊勢寺小学校
- 松阪市立第一小学校
- 松阪市立第二小学校（ハミルトン）
- 松阪市立第三小学校
- 松阪市立第四小学校（ベチーロウ）
- 松阪市立第五小学校（アンネー）※寄贈当時は神戸尋常高等小学校
- 松阪市立揥水小学校
- 松阪市立西黒部小学校
- 松阪市立花岡小学校（マーティホルマン）[352]
- 松阪市立中原小学校（エンマー）
- 松阪市立豊地小学校（グレース）
  - 松阪市に贈られた唯一現存の「青い目の人形」[353]。校長先生指示の下、当時の先生の自宅蔵に隠し持っていたとされる。1977年に学校に戻され、以後は学校に展示されている。
- 松阪市立柿野小学校
  - 『飯南町史』に「1927年（1927年）3月21日にアメリカ友情人形歓迎会を開催した」旨が記載されている[354]。
- 松阪市立粥見小学校
- 松阪市立宮前小学校
- 松阪市立香肌小学校
  - 統合前の川俣第一尋常高等小学校に人形寄贈。
- 松坂町立幼稚園（ローズメリー）※閉園

※多気郡
- 多気町立相可小学校（ジュリーもしくはジューリ）
- 多気町立佐奈小学校（ラスボン）
- 明和町立大淀小学校
- 明和町立下御糸小学校（メリー）

・南勢
※伊勢市
- 伊勢市立進修小学校※寄贈当時は第一尋常高等小学校
- 伊勢市立厚生小学校（ローラー･ハワード）※寄贈当時は第七尋常高等小学校
- 伊勢市立有緝小学校※寄贈当時は第三尋常高等小学校
- 伊勢市立中島小学校（エセルアルワ）※寄贈当時は第五尋常高等小学校
- 中島こども園（名称不明。後に「アニー」と命名）
  - 寄贈当時は中島幼稚園。第二次大戦中に処分される所を職員が自宅に持ち帰って保管。中島幼稚園に返された後、吉德に送られた（東京都の項目を参照）。
- 伊勢市立北浜小学校
- 伊勢市立豊浜西小学校・伊勢市立豊浜東小学校
  - 豊濱尋常高等小学校時代に「カーフ」が寄贈された。
- 伊勢市立城田小学校（エレーナ・エリザベス）
- 伊勢市立みなと小学校
  - 統合前の伊勢市立神社小学校・伊勢市立大湊小学校に人形が寄贈された。
- 伊勢市立浜郷小学校
- 伊勢市立二見浦小学校（アレサネリー）※寄贈当時は二見尋常高等小学校
- 伊勢市立小俣小学校
- 伊勢市立御薗小学校（ベッティ）
- 有緝こども園：旧名・有緝幼稚園
- 常盤幼稚園（メリー）

※鳥羽市
- 鳥羽市立鳥羽小学校
- 鳥羽市立加茂小学校（マーガリー）[347]
- 鳥羽市立弘道小学校

※志摩市
- 志摩市立大王小学校
  - 統合前の船越尋常高等小学校に人形が寄贈された。
- 志摩市立志摩小学校（メアリ）
  - 2017年4月に統合前の志摩市立越賀小学校には1927年7月10日に届けられ、1975年に理科室で見つかって以降は校内に展示されていた。同じく合併前の片田、布施田、和具各小学校にも人形が寄贈された記録がある。
- 志摩市立磯部小学校（ドロシーアン）
- 志摩市立浜島小学校（メリー）
- 志摩市立安乗小学校（ホープ）※2018年廃校

※度会郡
- 玉城町立田丸小学校（ハリェツト･エルディントン）
- 大紀町立大紀小学校
  - 統合前の柏崎、大内山（ミンナー）の各学校に人形が寄贈された。
- 大紀町立錦小学校（アン）
- 南伊勢町立南勢小学校
  - 統合前の穂原（ローズ）、五ヶ所、宿田曽の各学校に人形が寄贈された。
- 南伊勢町立南島西小学校
  - 統合前の島津尋常小学校に「バーリン・ミッション」が寄贈された。

・伊賀
※伊賀市
- 伊賀市立上野西小学校（マリンもしくはマリー）[347]※寄贈当時は上野町女子尋常高等小学校
- 伊賀市立久米小学校（オリビヤ）※寄贈当時は城南尋常高等小学校
- 伊賀市立成和東小学校
  - 統合前の猪田尋常高等小学校にも人形が寄贈された。
- 伊賀市立府中小学校（マリー）
- 伊賀市立上野南小学校
  - 統合前の依那古尋常高等小学校にも人形が寄贈された。
- 伊賀市立青山小学校※寄贈当時は阿保小学校
- 伊賀市立柘植小学校※寄贈当時は東柘植尋常高等小学校
- 伊賀市立西柘植小学校（メリー）
- 伊賀市立島ヶ原小学校※寄贈当時は島原尋常高等小学校
- 伊賀市立阿山小学校
  - 2015年3月に統合する前の 河合小学校に寄贈された「メリー」が保管されている。1988年に家庭科室の押入れにあった[355]木箱の中で見つかって以降、学校で展示されている。服がなかったため、服はその際に作成されている。保管の度合いが良かったため、三重県内の「青い目の人形」の中で唯一、発声が可能な人形となっている。2010年にギューリック3世より新・友情人形の「シャロン」が授けられた。2011年5月には絵本の売上金で答礼人形の「栴花（せんか）」が製作され、ネブラスカ州リンカーンのプレスコット小学校に贈られた。
- 伊賀市立大山田小学校（ボビー･キンバリーもしくはボッビー）※寄贈当時は山田尋常高等小学校
- 伊賀市立上野北小学校
  - 統合前の新居尋常高等小学校にも「メリーベールもしくはメリー」が寄贈された。
- 伊賀市花垣地区市民センター（エリザベス・ハイネ）
  - かつて花垣小学校に寄贈された人形。1979年に校舎の物置から発見された[356]。ケンタッキー州から寄贈されたと言われている[350]。2015年に伊賀市立成和西小学校と統合して廃校。
- 聖光幼稚園（サディ）※閉園

※名張市
- 名張市立名張小学校
- 名張市立箕曲小学校（サリーアン）
- 名張市立錦生赤目小学校※寄贈当時は瀧川尋常小学校

・東紀州
※北牟婁郡
- 紀北町立赤羽小学校
- 紀北町立西小学校（ロイス）※寄贈当時は長嶋尋常高等小学校[347][357]
- 紀北町立東小学校（マリアン）※寄贈当時は二郷尋常高等小学校[357]
- 紀北町立相賀小学校
- 紀北町立上里小学校（マーガレット）[357]

※尾鷲市
- 尾鷲市立尾鷲小学校（エスザー）[357]
- 尾鷲市立賀田小学校
  - 統合前の九鬼村尋常高等小学校に「メリー」が寄贈された。
- 尾鷲町立幼稚園（ベス）
- 尾鷲市立三木小学校（カズリンもしくはカヅリン）[347]※2019年3月閉校

※熊野市
- 熊野市立新鹿小学校
  - 同校ならびに統合前の荒坂尋常高等小学校に人形が寄贈された。
- 熊野市立井戸小学校（ローズ）
- 熊野市立入鹿小学校（マリアン）[347]
  - 同校の西山分校（閉校）にも「リー」が寄贈された。
- 熊野市立木本小学校（リリージェーン・パサデナ）
- 熊野市立育生小学校（ナンシー）※2001年休校

※南牟婁郡
- 御浜町立尾呂志学園小学校※寄贈当時は尾呂志尋常高等小学校
- 御浜町立神志山小学校
- 御浜町立御浜小学校※寄贈当時は下市木尋常高等小学校
- 紀宝町立鵜殿小学校

#### 滋賀県
135体が寄贈され、4体が現存。
※ 大津市：20体が配布された（小学校16体、幼稚園4体）。
- 平野小学校（ジェーン・ハイランド）P(No.2587)：コロラド州デンバーより寄贈[359]。
- 長等小学校：人形の歓迎会の写真が残されている[360]。

※ その他地域
- 稲枝北小学校（マリオン・L・スナイダー）P(No.8462)[361][362]
- 日野町立日野小学校（マリオン・ベイビー）
- 甲南第二小学校（メリー）：1973年（昭和48年）校長室の押し入れで発見。人目に付かないよう戦死者の遺影の裏に隠し、人形の髪の毛を短く切ってある[363]。
- 守山市立守山幼稚園：宇野宗佑も幼稚園時代に代表として県庁へ人形を受け取りに行った[364]。

#### 京都府
262体が寄贈され、8体が現存。失われた人形の中には宝鏡寺で供養されたものもあった。
※京都市
- 高倉小学校（メリー・シュネイラー）[366]：旧・本能小学校。寄贈から70年経過した当時も「ママー」と泣く仕掛けが機能していた[367]。
- 崇仁小学校（アウエー[368]）P(No.806)：メーン州ポートランドより寄贈[369]。通称「アン」。現・下京渉成小学校
- 京都市下京区ときわ幼稚園（ジョイス・アダムス）
- 京都市立清水小学校（エイダ・ジェンビィ・クノックス）P(No.5188)
- 京都市立太秦小学校（アンナもしくはメリー[370]）：現在は個人所有。
- 個人所有（アン）[365]：贈先の学校は不明で、元小学校教諭の自宅にあったもの。上記の太秦小学校から避難させた「メリー」と共に保管していた[371]。

※舞鶴市：11体が贈られた。
- 舞鶴幼稚園（ベティ・メイ）：明倫小学校附属の幼稚園として開園。
- 舞鶴市立明倫小学校（マーガレット・ジュリア・チェンバレン）[373]

※その他地域
- 福知山幼稚園（ヘレン・ウッド）[39] P(No.5244)：後に福知山文化資料館から新町文化センターへと移された[339]。
- 福知山市立美河小学校（マリー）：昭和50年に統合前の河守小学校（旧・河守尋常高等小学校）に寄贈された人形[374]。
- 綾部市立中筋小学校（カロル）[372]
- 京田辺市立田辺小学校（リリー・スイズ）[375]
- 井手町立井手小学校（ジョンソン）[375]

#### 大阪府
429体が寄贈され、4体（このほか県外より1体）が現存する。
- 枚方幼稚園（ジュリエット・ロウ・ブラッドフォード）P(No.4772) - ペンシルベニア州ブラッドフォードのガールスカウトより寄贈[376]
- 池田市立さくら幼稚園（ナンシー）：池田幼稚園より譲り受ける
- 海老江西小学校：後に新しい親善人形として「マリア」が寄贈された[377]。
- 個人所有（メリー）：中本第三小学校より譲り受ける。
- 個人所有（ジュリー）：福島県会津若松市より高槻市へ贈られた。※詳細は福島県の項を参照。
- 岸和田市立中央小学校：市内には5体寄贈された記録がある[378]。

#### 兵庫県
373体が寄贈され、11体が現存するほかに、県外から移された1体も含まれる。
- 朝来市立 山口こども園（メリー）：但馬地方で唯一現存する人形。戦中に焼却処分の直前に教員により匿われて、昭和48年にその存在が明らかになった。変遷：（旧山口村立山口幼稚園→旧朝来町立山口幼稚園→朝来市立山口幼稚園→朝来市立山口こども園）[379]。
- 神戸市甲南幼稚園（ローズ、名称不明）：後者の人形は、戦後までに寄贈されていたと思われ、2015年に友情人形と判明したもの[380]。ギューリック3世により「キャシー」と命名された[381]。
- 親和女子高等学校
- 神戸市千鳥幼稚園（メリー）[379]
- 高砂幼稚園：2体あるうち1体は高砂小学校にあったもの。パスポートが失われて名前が不明だったため、「エリカ」「ヘレン」と命名された[379]。
- ベイカ保育園（ローズマリー）：現・幼保連携型認定こども園ベイカ（姫路市）。
- 赤穂幼稚園（ローズマリー）
- 播磨町立播磨小学校（メリー）：旧・阿閇尋常小学校。
- 旧・神戸市兵庫区菊水幼稚園（エリーネ・ジェーン・プーリッジ）P(No.5220)：三木市内個人所有。通称「エレナ」。現在は『横浜人形の家』にて所蔵[379]。
- 多可町立中町南小学校（メリー）：初代の人形は現存しないが、1995年1月27日にカリフォルニア州のミッドタウンから2代目の「メリー」が同校に寄贈された[382]。

※県外からの人形
- 神戸大学発達科学部（マダリン・エリザベス）：児童の村小学校（東京都）より譲り受ける。

#### 奈良県
144体が寄贈（男女師範学校に各1、小学校131、幼稚園11）され、4体が現存する。
- 伊那佐小学校（マーガレット）：平成18年に廃校となり、榛原西小学校に統合。現在は宇陀市教育委員会にて保管[384]。
- 宇陀市立大宇陀小学校（メアリー・ルイーズ）[385][386]：2010年に統合する前の守道小学校（寄贈当時は政始小学校）へ贈られた。1997年には、当時の「青い目の人形」の贈り主であるオハイオ州コロンバス在住の「メアリー」の家族より2体の新しい友情人形が寄贈された。
- 大和高田市立高田小学校：旧・高田女子尋常高等小学校。なお、1927年5月19日に下記の学校などへの人形の伝達式も行われた[387]。
  - 橿原市立晩成小学校及び北葛城郡のある幼稚園（シヤーレイ・メイ・ブルソクス、ガード・ルード）：前者はニュージャージー州バウンドブルック（英語版）より、もう一体はブレインヴィル・カウンより贈られた[387]。
- 帝塚山学院：現在の帝塚山大学。1927年3月2日に校長が府庁で人形を受け取った記録がある[388]。
- 奈良教育大学附属小学校（ロイス・ジョアン）：旧・男子師範附属小学校。オハイオ州グランビール（英語版）のリットンハウスより寄贈[389]。
- 御所市立葛小中学校（ローズ）：昭和57年に葛小学校が開校する際、旧・戸毛小学校より引き継がれた。平成23年には小中一貫教育として校名を変更。
- 賀名生小学校（パトリ）[390]：現・五條市立西吉野小学校。人形は現在、賀名生の里歴史民俗資料館の所蔵[384]。
- (参考)個人所有：奈良市あやめ池の東洋民俗博物館所蔵。シカゴ大学のフレデリック・スタール博士と親交のあった初代館長に贈られた人形で、友情人形と同じエファンビー社製のもの[391]。

#### 和歌山県
寄贈された177体のうち、1体のみ現存。
出典：『和歌山県教育史』編さんだより No.4（平成14年7月）（アーカイブ）、わかやま発見（和歌山県教育委員会HP）
- 那智勝浦町立宇久井小学校（エミー）：2009年4月25日に町の有形民俗文化財に指定[392]。
- 贈先不明（ウィニフレッド・ファランテン）
- 橋本市立橋本小学校
- 御坊市立御坊小学校
- 串本町立串本小学校（ドロシー・マーガレット）
- 和歌山市立松江小学校
- 有田市立保田小学校
- 有田川町立石垣小学校（コル・メリー）
- 有田川町立粟生小学校（ベティー・デートリッヒ）
- 和歌山県橋本市立隅田第一小学校（ルース）
- 美浜町立和田小学校
- 有田市立箕島小学校
- 紀の川市立川原小学校
- 上富田町立朝来小学校（バージニア）
- 上富田町立岩田小学校（リリアン）
- 新宮市立王子ヶ浜小学校（ノーマ・イルウィン）：新宮第二尋常小学校→蓬莱小学校を経て王子小学校と合併し、現在の学校名に変更。

### 中国地方

#### 鳥取県
107体が寄贈され、3体が現存する。出典を参照。
- 鳥取市立散岐小学校：2004年河原町指定有形文化財に指定[394]。
- 日南町立日野上小学校（アルタノー）[395]：現在は米子市の個人所有。
- 智頭町立山形小学校[396]
- 鳥取市立久松小学校：2体の人形の写真が残されている[397]。
- 鳥取市立遷喬小学校
- 佐治村立佐治第二小学校
- 鳥取市立豊実小学校[398]
- 湯梨浜町立羽合西小学校
- 羽合町立長瀬小学校
- 倉吉市立成徳小学校
- 倉吉市立高城小学校[398]
- 境港市立境小学校
- 西伯町立法勝寺小学校
- 米子市立淀江小学校
- 米子市立就将小学校[399]
- 日南町立石見西小学校

#### 島根県
182体が寄贈され、2体が現存する。
- 大田市立仁摩小学校：旧・宅野小学校にあった人形[400]。
- 浜田市立今福小学校（キャサリン。Katherine）P(No.48129) - コネチカット州ニューヘブンより寄贈[401]。昭和47年に発見されて、一時期は「カテリーナ」(Catherina)と誤って記録されていた[402]。
- （参考）個人所有：県内の小学校に配布されて残った人形を戴いたとのこと[403]。

#### 岡山県
238体が寄贈され、3体が現存する。
- 鶴鳴保育所（アンナ）
- 金光学園幼稚園（ベッシー）
- 岡山市立加茂小学校（ロイズグット・ウィル）：津山市在住の個人より2009年に津山郷土博物館へ寄贈[404]。
- 贈先不明：岡山県に届けられた『平和の使靑い眼のお人形繪葉書』にある人形たち(パスポート†No.37501も写されている)。岡山水野写真館による撮影[266]。

#### 広島県
326体が寄贈され、5体が現存する。
- 福山市立湯田小学校（メアリー）：戦時中の処分を免れ、1952年に発見された[405]。
- 福山市鞆幼稚園（ドロシー・フィリップス）P(No.45645)
- ☆尾道市立浦崎小学校（ドリス・プリザント・ブリーズ）：ニューヨーク市の日曜学校の児童から寄贈された数少ないドイツ製の人形[406]。
- 尾道市土生幼稚園（メリー）：現・因島南認定こども園。
- 呉市立仁方小学校（ルーズ・ナオミ）
- 福山市立金江小学校（コーラ）：初代の人形は大戦時に処分されたが、1996年2月にギューリック3世より「コーラ」2世が寄贈された[407][408]。
- 福山市立戸手小学校：1927年に人形が贈られた記録がある。戦後、ピッツバーグの小学校より、友情人形「アディ」（黒人少女）が寄贈された[409]。
- 広島市立可部小学校：人形の歓迎会の映像「青い目の人形を迎へる（ひろしま戦前の風景）」が残されている。

#### 山口県
200体が寄贈され、5体が現存。
- 大殿小学校（ローズ・メアリー）
- 湯田小学校（エリナ・アン）P[410]
- 興進小学校（ロイス・メイ・フレッシュマン）
- 松崎小学校（ローズマリー）
- 鞠生幼稚園：後に「ワーテラ・ヘズ」と名づけられた[411]。
- ☆福賀小学校（パシー）
  - 長野県松本市梓川小学校のメリー同様、アメリカへの里帰りの最中に盗難に遭い、消息不明[409]。後に☆「パシー」2世（寄贈当時は「ベティ」）[242]他2体の「新・青い目の人形」が寄贈された[412]。

### 四国地方
※愛媛県以外には1体ずつしか残っていない。

#### 徳島県
152体が寄贈された。
- 神領小学校（アリス・ジョンストン）P(No.1573)：ペンシルベニア州ウィルキンスバーグより寄贈[413]。人形名は贈り主に由来する。2011年11月18日に地方指定文化財となる[414]。「青い目の人形」の国際交流をきっかけに町おこしに役立てている事例[415]。名西郡には「アリス」を含む6体が割り当てられた[416]。

#### 香川県
108体が寄贈された（うち船便により102体。内訳は幼稚園21、小学校74、女学校13）。

以下に贈られた地域と体数を記す。
※三豊市 - 14体
- 平石幼稚園（アナマ・ジュリー）：フロリダ州オーランド市のイザベラ・マジュリーより寄贈[注釈 29][401][419]。現在は吉祥院（三豊市）にて保管。
- 観音寺第一高等学校（カーメン）：旧・三豊郡立三豊高等女学校。

※高松市 - 39体
- （参考）明善学園（ベッチィ・ジャアン）：後に「ベッチィ・ジャアン」と思われる人形が岐阜県高山市で発見されたが、コピーの人形と判明した[315]。
- 高松市立一宮小学校（ドロッシー）
- 高松東高等学校（ダコーダ）：旧・木田高等女学校。

※その他地域
- 多度津町立白方小学校：1927年、人形が寄贈された後、アメリカへ届けられた児童からのお礼の手紙がギューリックの手記にて紹介されている[420]。後にこの出来事に基づき、「新・青い目の人形」の「リサ・レネイ」が送られた[421]。
- 小豆島町立安田小学校（エリザベス・フルトン）。
- 丸亀市西幼稚園（キューピー）

#### 愛媛県
214体のうち、6体が現存。出典。
- 四阪島小学校（ブルー）：1977年閉校の際に発見されたインディアナポリスから贈られた人形[423]。現在は住友金属鉱山(株)別子事業所にて保管（四阪島へは関係者以外の立ち入りは禁止されている）。
- 西予市立俵津小学校（フランセッタ(P,No.12565・インディアナ州より)、ノーマ(P,No.7780・オハイオ州より)[424]）：小学校・幼稚園に1体ずつ贈られている。後述の狩江小学校他2校共に平成27年3月31日をもって閉校し、現在は西予市立明浜小学校[425]。
- 西予市立狩江小学校：名称不明だったが、後に「ピッティー」と命名された[426][427]。
- 八幡浜市立神山小学校（ベッテイ・ジェーン）：毎年3月に『ひなまつり音楽会』が催され、「ベッティ・ジェーン」の他にギューリック3世らから寄贈された新・友情人形「キャロル」「アグネス・ジョージア」などの人形も飾られる[428]。
- 個人所有：松山市の人形研究家が古物商より入手。廃校になった学校より譲り受けたとのこと[429][430]。上浮穴郡の学校に寄贈された人形と思われ、愛媛大学教育学部附属小学校に寄贈されることになった[315]（後に同校に新・青い目の人形「フランシス」が寄贈された[422]）。
- 済美幼稚園：人形は現存しないが、済美学園の創立者が戦時中、人形を守ってきたことから、2017年3月2日にギューリック3世から新・青い目の人形「ソフィア」が寄贈された[431]。

#### 高知県
187体が寄贈された。出典を参照。
- 佐喜浜小学校（エミリー・キャサリン）P(No.7886) - オハイオ州シンシナティより寄贈[401]。
- 高知市立追手前小学校：旧・第三尋常小学校。人形の合同歓迎式が行われた記録がある。
- 宿毛市立山奈小学校

### 九州地方

#### 福岡県
250体が寄贈され、福岡玉屋で展示された。3体の現存が確認されている。
- 北九州市立若松中央小学校：合併前の旧・浜町小学校に友情人形が贈られた記録があったことから、2003年にギューリック3世により「新・青い目の人形」の「ハンナ」が寄贈された[434]。
- 久留米市立城島小学校：昭和28年西日本水害でパスポートが失われ、衣服が汚損したため新調された。名前は残っておらず、2004年に城島町が日本酒の産地で有名であることから、「シュリー」と名付けられた。2015年にギューリック3世により城島（Jojima）の頭文字に因み、「新・青い目の人形」の「ジーニー」が寄贈された[435]。
- 久留米市立犬塚小学校：歓迎式典とみられる写真と、答礼として送られた日本人形の写真が残る[436]。
- 嘉麻市立嘉穂小学校（ペッギィ）：大隈小学校（ほか4校と合併）より引き継がれた[437]。
- 糸島市立可也小学校（ルース） - 1978年8月に寄贈時の作文集と共に発見された[433]。残された作文にカリフォルニア州から贈られた旨がしるされている[438]。
- 南博幼稚園 - 福岡大空襲で全焼しており、その際に失われたとされている。贈呈式の写真が残る[433]。
- このほか、福岡玉屋での展示では、「メリー」「キャサリン」と名付けられた人形が存在したとされる[433]。

#### 佐賀県
寄贈された98体のうち、現存は次の1体のみ。
- 西唐津保育園：現在は個人所有。

#### 長崎県
214体が寄贈され、2体が現存。出典
内訳：師範学校4、長崎市29、佐世保市13、西彼杵郡17、東彼杵郡16、南高来郡18、北高来郡16、北松浦郡18、南松浦郡15、壱岐11、対馬14。
- 島原市立第一小学校：戦後に発見され、児童により「リトル・メリー」と命名された。2015年12月に島原市有形文化財に指定[439]。
- 平戸市立平戸幼稚園 （エレン・シー）：オハイオ州ウィルミントン クエーカー教フレンド派聖書学校より寄贈[440]。
- 南島原市立有馬小学校（メリー）：合併前の5校（北有馬、坂下、田平、西正寺、折木）のいずれかに人形が寄贈され、人形歓迎会の写真が残されている[441]。
- 長崎市立深堀小学校：運動会に参加している人形の写真が残されている[442]。
- 時津町立時津小学校（ゼンマーシャル）：人形は現存しないが、ギューリック3世より新・友情人形の「ケンドラ」が寄贈された[443]。
- 対馬市立西小学校：前身の三根尋常小学校に人形が寄贈された記録がある。2003年にギューリック3世より新・友情人形の「ナオミ」が寄贈された[444]。

#### 熊本県
241体が寄贈され、2体が現存。かつてギューリック博士が熊本に滞在していた縁で、1988年3月に人形が現存している学校などに4体の「新・青い目の人形」が寄贈された。その後、答礼として、同年6月に「阿蘇鏡子」「阿蘇健太郎」の2体の人形がアメリカのルイジアナ州に送られた。
- 氷川町立宮原小学校（パトリシア・ジェーン）
- 八代市立鏡小学校（ベティ・ジェーン）P(No.216)
- 王栄幼稚園：九州で最も古い幼稚園で、「青い目の人形」が贈られた時の写真も残されている[446]。

#### 大分県
182体が寄贈され、4体が現存。
- 津久見市立堅徳小学校（メリー）
- 別府中央幼稚園（ベテー）
- 日田市立三隈幼稚園（キャロリン・ベッカー(P,No.7841[447])、不詳）：前者はオハイオ州シャロンビルより寄贈[448]。後者は「モニカ」と命名。天領日田おひなまつりでは毎年パレードに参加している。なお、日田市へは5体の人形が配布された[449]。
- 個人所有（ドロシー）：星光幼稚園（文京区小石川）より譲り受けたとのこと[450]。所有者が亡くなった後の所在は分っていない[2]。

#### 宮崎県
131体（船便では124体）が寄贈され、1体のみ現存。県内に配られた人形は次の通り。
宮崎市:3、都城市:3、宮崎郡:14、南那珂郡:19、北諸県郡:16、西諸県郡:11、東諸県郡:8、児湯郡:15、東臼杵郡:20、西臼杵郡:11、師範附属学校:2、幼稚園:8
- 高鍋町立高鍋東小学校 （メアリー）：高鍋町には高鍋幼稚園、上江小学校にも人形が贈られている[453]
- 小林市立小林小学校（ドロシー）[454]。
- 宮崎大学教育学部附属小学校（マリア）[455]
- 延岡市立土々呂小学校（メリー）[455]
- 都城市立東小学校（メアリー・ジェーン・ノーウッド）[455]
- 東郷小学校（ヱーラ）：当時の日州新聞の記事より。但し、東郷小学校については南那珂郡（現・日南市）か東臼杵郡（現・日向市）なのかは不明[455]。
- 都城市立西岳小学校（よし子）：長野県飯田市の個人所有「マチコ」（前述）同様、和名を付けられた「青い目の人形」の例[455]。
- 宮崎市共愛幼稚園（ルース）[455]

#### 鹿児島県
209体が寄贈されたが、現存が確認されていない。
- 鹿児島市集成幼稚園：人形が寄贈された記録が残されている[456]。
- 大島郡宇検村立田検小学校：1927年6月18日に役場より人形が到着、20日に歓迎会が催された[457]。

#### 沖縄県
65体が寄贈されたが、現存が確認されていない。配布の内訳は以下の通り
沖縄県師範付属校・女子師範付属校各1体、那覇市11体、首里市3体、島尻郡18体、中頭郡11体、国頭郡12体、宮古郡4体、八重山郡4体
- 名護市立東江小学校：旧・国頭郡名護尋常小学校。学校代表として「青い目の人形」を受け取った児童の写真が残されている。本土への疎開の途中、対馬丸は魚雷を受けて沈没したが、別の疎開船に乗っていた写真の児童は難を逃れた[460]。
- 首里第二尋常高等小学校：現・那覇市立城西小学校[461]。2体寄贈された[462]。
- 那覇市立天妃幼稚園：県庁で2体の人形をいただいた[463]。

### 旧外地
旧外地へは内閣拓殖局へ319体が割り当てられている。

#### 樺太
樺太には20体が寄贈された。出典も参照。
- 大泊楠渓幼稚園（グレンデール）：現在は東京都の個人が所有。外地に贈られた「青い目の人形」の唯一の現存例。
- 鵜城郡のある小学校（ヘンドリック）[465]
- 豊原幼稚園（グレース）
- 落合小学校（ワーレス・ウェード）
- 本斗小学校（パトリシアン）[466]。
- 贈先不明（ジョン・ウェスリー、ローズメアリー、ローズバット、セルマ、ジョアン、チェリーブラッサム）

#### 台湾
日本統治下の台湾には93体が寄贈され、88体が役所・学校などに贈られた。出典はこちら。
※内訳：台北州20、新竹州8、台中州17、台南州24、高雄州12、台東庁2、花蓮港庁3、澎湖庁2（日本統治時代の台湾行政区分による）
- 台中州村上幼稚園：歓迎式の写真が残されている。

#### 朝鮮
日本統治下の朝鮮には193体が寄贈された。
- 大邱公立高等女学校：2体の人形が寄贈されている[468]。
- 慶尚南道河東小学校（クララ・エルアンダーマン）[469]：ペンシルベニア州カナダウンシスより寄贈（パスポート：†No.12989）。
- 慶尚南道統営小学校（エリザベス・ミッチエル）[469]：フロリダ州より寄贈。
- 木浦公立尋常小学校（現：儒達小学校）：人形の歓迎会の写真が残されている[470]
- 京城日出小学校[471]
- 個人所有：大阪朝日主催の人形歓迎歌の応募で一等を獲得した驪州公立普通学校の少女が賞品として受け取った人形。[12][242]

#### 中国（関東州）
日本の租借地・中国関東州には10体が寄贈された（大連3体、旅順2体、他5体）。
- 公主嶺小学校（奉天）[473]：贈られた人形は男の子だったらしい。
- 奉天春日小学校[470]
- 贈先不明（メリー・マーガレット）[注釈 30]：身長が90cmもあった。

### 贈先不明
- "DOLLS OF FRIENDSHIP"（参考資料）に掲載された人形たち。
  - レベッカ：フィラデルフィアのクエーカー教徒より寄贈された[474]。
  - ベティ・ジョイス：ミシガン州イプシランティのバプテスト教会より寄贈された人形[475]。
  - ベティ・ジョー：ミシシッピー州エイメット郡リバティー (ミシシッピー州)（英語版）のキリスト教系の農業学校の生徒たちより寄贈。
  - セシル：小学2年生の児童が雛祭りの様子を綴った手紙より[476]。
- スーザン・パルマー：ペンシルベニア州パーマトン（英語版）のパルマートン博愛社より寄贈された双子のうち、富山県の伏木保育園に送られた「ステファン・パルマー（現存）」の相方のほう[477]。
- ニュージャージー州のフレンズ小学校から贈られた人形のうち、八王子市立第八小学校（現存、戦後「メアリー」と命名された）の他に贈られたと思われる2体[239]。
- 1927年1月17日に横浜港に到着したサイベリア丸で秩父宮と共に乗船した300体の人形のうち、当時の新聞で紹介されたもの[478]。
  - メリーアーン：アイオワ州デスモイス市の個人より。
  - メリー・ベス：オクラホマ州ダーラント市のキリスト教会の児童より。
  - アン：マサチューセッツ州より。化粧道具や着替え、1ドル札入りの財布を所持していた。
- 『アサヒグラフ』第8巻第10号「人形大使歓迎号」（1927年(昭和2年)）に掲載された人形。
  - ルス（ウィッテリア村より寄贈）、ロレナ（贈元不明）：お人形さんの手紙（和訳）より。

## 答礼人形が送られた施設他
答礼人形を日本から送り出す際は、「筑波かすみ」や「東京花子」などのように郷土にちなんだ名前が名づけられ、アメリカでは郷土名を取って「ミス○○」といった形で呼ばれている。但し、既に説明の通り、台座と人形が入れ替わってしまっているものがあり、これに気づいたのは後年であるため、長い間、台座に記された名前が贈り元だとして扱われてきた。例えば、「ミス三重」は「三重子」（元々の人形が三重県）ではないことが判明しているが、「三重から送られた人形」として扱われているし、「ミス広島」のように一度里帰りした後に、元の人形が発見されて別々の施設に同じ「ミス広島」という人形が展示されているようなケースもある。里帰りについては送り元の都道府県・都市に戻った時期を示し、国内での展示会や修繕のためだけに戻ったものは含まれない（1988年の里帰り展（国内のそごう10店舗）には現存の25体中19体が参加しているが、送り元の都道府県に里帰りしたのは4体だけ）。
なお、1928年当時の48州及びワシントンD.C.のうち、オクラホマ州及びニューメキシコ州には答礼人形は贈られていない（うちニューメキシコ州には後に「ミス山口」が移されている）。
受取先：出典を元に記述。
太字は取り違えがないまま現在に至っている人形。
| 人形の名前                                             | 昭和3年の受取先                                                                                      | 所蔵施設等 | 里帰り                | 備考 |
| ------------------------------------------------------ | --- | --- | --------------------- | --- |
| ミス大日本 倭日出子（やまとひでこ）                    | ワシントン市国立博物館                                                                               | ワシントンD.C. スミソニアン国立自然歴史博物館                                                                                  | 1983年 1986年 1988年  | 付き添いの人形共に保管。1986年（昭和61年）、修繕のために日本へ戻った際、松乾斉東光により男子人形の「倭富士男（園田天光光により命名された）」が製作され、共にワシントンへ送られた。 |
| ミス北海道 北海花子（ほっかいはなこ）                  | アイオワ州ダベンポート市公立博物館                                                                   | アイオワ州ダベンポート パットナム歴史自然科学博物館                                                                            | 1988年                | 「北海花子」は北海道帝国大学教授の西村真琴により命名された。人形自体は元々「ミス福岡」。1988年に札幌そごう（7/8～7/13）にて里帰り展示。 |
| ミス青森 青森陸奥子/睦子（あおもりむつこ）             | ニューヨーク州ロチェスター市立博物館                                                                 | マサチューセッツ州 個人所有 | 未                    | 1963年にマサチューセッツ州ダートマスのアンティークショップで購入。 |
| ミス岩手 岩手鈴子（いわてすずこ）                      | アラバマ州バーミングハム公立図書館                                                                   | アラバマ州バーミングハム バーミングハム公立図書館                                                                              | 2015年 2017年 -2018年 | 人形は元「ミス大分」。岩手県立博物館にて2015年12月24日〜翌年3月6日まで里帰り展示。2017年には陸前高田市コミュニティーホールにて東日本大震災の津波の被害に遭った市立気仙小学校の青い目の人形「スマダニエル・ヘンドレン」と共に12月8～10日の会期内に展示される他、岩手県内の各地域で3月頃までに展示された。 |
| ミス宮城                                               | カンザス州トピカ市マルヴェーン博物館                                                                 | カンザス州 個人所有（普段はミズーリ州セントジョセフ博物館にて保管）                                                            | 2003年 2015年 2017年  | 収蔵していた博物館は、1966年の竜巻で倒壊。後にカンザス州在住の人物が1982年にオークションで入手した人形が、1998年にミス宮城であることが判明（但し、人形本体は元々「ミス北海道」）。 2015年には2度目の里帰りを果たし、5月1〜6日に仙台市歴史民俗資料館で展示され、2017年7月30日より「青い目の人形」寄贈90周年を記念して3度目の里帰りとして、同館にて県内の「青い目の人形」10体と共に10月1日まで展示された。      |
| ミス秋田 秋田蕗子（あきたふきこ）                      | ミシガン州デトロイト市児童博物館                                                                     | ミシガン州デトロイト デトロイト児童博物館                                                                                      | 未                    | 人形は元「ミス石川」。1990年には「ミス秋田」を所有しているデトロイト児童博物館に横手ユネスコ協会より友情人形の「横手雪子」が寄贈された。1988年に一旦帰国しているが、秋田県への里帰りは実現していない。 |
| ミス山形 山形千歳（やまがたちとせ）                    | メイン州オーガスタ市州立博物館                                                                       | メイン州 州立博物館 | 2025年                | 人形自体は「ミス沖縄」。寄贈された当初の着物の褪色が甚だしかったため、後に別の着物に着せ替えたとのこと。1988年に一旦帰国しているが、山形県への里帰りは実現していない。元の「ミス山形」は「ミス関東州」として寄贈。こちらは「ミス山形」として里帰りを果たしている(「ミス関東州」を参照)。 |
| ミス福島 福島絹子（ふくしまきぬこ）                    | テキサス州ハウストン市美術館                                                                         | モンタナ州 個人所有 | 2008年                | 台座、お道具、人形が取り違われ、福島出身の人形である「福島絹子」がどこにあるのかは判明していない。 |
| ミス茨城 筑波（つくば）かすみ                          | ウィスコンシン州ミルウォーキー市公立博物館                                                           | ウィスコンシン州ミルウォーキー ミルウォーキー公立博物館                                                                        | 2007年                | 人形は「ミス栃木」（「ミス茨城」の人形の方は不明）。 |
| ミス栃木 日光幸子（にっこうさちこ）                    | ウェストバージニア州チャールストン市州立博物館                                                       | 行方不明（台座） |                       | 日光幸子は中禅寺湖が明治天皇により「幸の湖」と呼ばれたことから命名された。 |
| ミス群馬 上野絹子（うえのきぬこ）                      | ニューヨーク州ブルックリン博物館                                                                     | 個人所有→フロリダ州デルレイビーチモリカミ博物館                                                                                | 2016年                | 長年所在が不明であったが、2009年にマレーシアで発見され、アメリカの人形研究家が数年前に入手（台座は「ミス群馬」であるが、人形の方の出自は「ミス鳥取」）。修復もかねて2016年7月23日〜8月21日にかけて前橋文学館で展示された。2017年に博物館に寄贈。 |
| ミス埼玉 秩父嶺玉子（ちちぶねたまこ）                  | サウスカロライナ州チャールストン市チャールストン博物館                                               | サウスカロライナ州 チャールストン博物館                                                                                        | 1988年 1997年         | 博物館に展示されているのは、1927年当時の「ミス台湾」。1988年に19体の答礼人形と共に初の里帰りを実現している（大宮そごう：8/12～17）。2020年11月13日には、埼玉県さいたま市岩槻区の人形職人により、当時の「ミス埼玉」が復元され、2021年3月23日から同5月16日にかけて、埼玉県立歴史と民俗の博物館にてNHK大河ドラマ特別展『青天を衝け～渋沢栄一のまなざし～』で、県内の12体の「青い目の人形」などと共に展示された。 |
| ミス千葉 千葉子（ちばこ）・房子（ふさこ）              | カリフォルニア州リバーサイドミッション・イン                                                         | 行方不明 |                       | 房子は千葉子の侍女。 |
| ミス東京府 東 京子（あづまきょうこ）                   | バージニア州リッチモンド市図書館児童室                                                               | 行方不明 |                       | |
| ミス東京市 東京花子（とうきょうはなこ）                | ニューヨーク州ニューヨーク市博物館                                                                   | 行方不明 |                       | |
| ミス神奈川 神奈子（かなこ）                            | オレゴン州ユーゼン市オーナー東洋博物館                                                               | 行方不明（台座） |                       | 人形は「ミス奈良」、所持品は「ミス福岡」のもの。 |
| ミス横浜 横浜浜子（よこはまはまこ）                    | カリフォルニア州サンフランシスコ市市立図書館                                                         | コロラド州 デンバーミニチュア・人形・玩具博物館                                                                                | 1988年（後述）        | 台座の方は不明。 |
| ミス新潟 新潟雪子（にいがたゆきこ）                    | コロラド州 デンバー市公立図書館                                                                      | 行方不明 | 未                    | デンバー公立図書館で長年、「ミス新潟」として展示されていたが、1988年の里帰り帰国の際に「ミス横浜」と判明した。人形の方は行方不明。 |
| ミス富山 八重桜（やえざくら）                          | ケンタッキー州ルイビル市J.B.スピード記念博物館                                                       | ケンタッキー州ルイビル スピード美術館                                                                                          | 1995年                | 1937年の洪水で流失したものとされていたが、その後、1992年に博物館の奥底に眠っているのを発見され、1995年に修繕を兼ねて里帰りを果たした。 |
| ミス石川                                               | モンタナ州ヘレナ市州立博物館                                                                         | モンタナ州ヘレナ モンタナ歴史協会                                                                                              | 未                    | 人形は元「ミス秋田」。1988年に一旦帰国しているが、石川県への里帰りは実現していない。 |
| ミス福井                                               | ユタ州ソルトレイクシティ州立博物館                                                                   | オハイオ州クリーブランド クリーブランド美術館                                                                                  |                       | 「ミス岐阜」として展示されていた。台座は紛失（写真でのみ確認）。 |
| ミス山梨 山梨/甲斐富士子（やまなし/かい ふじこ）       | ワイオミング州シャイアン市州立博物館                                                                 | ワイオミング州 ワイオミング州立博物館                                                                                          | 未                    | 1996年に横浜市で展示会が開かれたが、山梨県への里帰りはまだ実現していない。 |
| ミス長野 長野絹子（ながのきぬこ）                      | ロードアイランド州プロヴィデンス市ロジャー・ウィリアムス公園博物館                                   | デラウェア州ウィルミントン デラウェア歴史協会（人形）                                                                          | 2004年                | ロードアイランド州の博物館に寄贈された人形は現存せず、長いこと行方不明になっていたが、後の調査で「ミス樺太」として展示されていた人形が「ミス長野」であることが判明。 |
| ミス岐阜 ギフ子（ギフこ）                              | オハイオ州クリーヴランド公立図書館                                                                   | オハイオ州クリーブランド クリーブランド美術館 （従来のミス岐阜として展示）                                                     | 1995年                | 里帰りの返還の際、妹人形として「あゆ」が合わせて寄贈された。また、クリーブランド市からは「セーラ」が、ギューリック三世からは1996年に「新・青い目の人形」の二代目「マリリン」（後に2003年にはカンザス州の女性から「スーザン・ギブソン」他3体の「新・青い目の人形」）が岐阜市立明徳小学校に寄贈されている。 人形の出自は後の調査で「ミス福井」であることが判明している。                                        |
| ミス静岡 富士山三保子（ふじやまみほこ）                | ミズーリ州カンザス市公立図書館                                                                       | ミズーリ州 カンザスシティ博物館                                                                                                | 2016年                | 着物は全米を巡回しているうちに傷み、「ミス神戸（人形は消息不明、素材は「ミス静岡」と異なる）」の着物を着せられたという。2016年2月21日より、静岡市のグランシップのほか、沼津市、浜松市の会場にて里帰り展示が行われ、4月から5月にかけて県内を巡回展示。人形本体の修復作業や寄贈当時の赤の地色に似せた着物の新調が行われたうえで、12/3〜11に静岡県立美術館でお披露目展示が行われた後、アメリカへ帰国した。       |
| ミス愛知                                               | テネシー州ナッシュビル美術館                                                                         | ミネソタ州 個人所有 | 2017年                | 2010年にロードアイランド州プロヴィデンスで発見（平田郷陽・作、個人所有）され、収集家が所有していた人形が2013年の調査により、本物の「ミス愛知」と判明した。なお「ミス愛知」はオークションでの落札当時日本髪になっておらず、洋服を着せられていたため、元の姿に修復する作業が施された。2017年夏に里帰りし、愛知県内の各地域にて7月19日～9月10日にかけて、現存する県内の「青い目の人形」と共に展示が行われた。    |
| ミス名古屋                                             | ジョージア州アトランタ市高等美術館                                                                   | ジョージア州アトランタ アトランタ歴史センター                                                                                  | 1985年                | 「おんなと太平洋戦争展」（中日新聞社）にて里帰りの際に着物を修復。 |
| ミス三重 三重子（みえこ）                              | ネブラスカ州リンカーン州立博物館                                                                     | ネブラスカ州 ネブラスカ大学 | 2009年 2017年         | 実際には「ミス三重」の台座に乗っている人形は三重子でない(「ミス宮崎」。なお、元「ミス三重」は「ミス兵庫」として展示)ことが判明しているが、三重を故郷として、2009年の夏に里帰りし、2017年の7月11日～9月3日に再び里帰り展示が行われた。 |
| ミス滋賀 近江滋賀子（おうみしがこ）                    | フロリダ州マイアミ市フレグラー図書館                                                                 | 行方不明 |                       | 図書館は後に閉館し、人形の消息も不明。 |
| ミス京都府 京都宮子（きょうとみやこ）                  | マサチューセッツ州ジャマイカ・プレーン・ボストン子ども博物館                                         | マサチューセッツ州ボストン ボストン児童博物館                                                                                  | 1985年                | |
| ミス京都市 山城/平安京子（やましろ/へいあん きょうこ） | アーカンソー州リトルロック市アーカンソー博物館                                                       | アーカンソー州 アーカンソー歴史博物館                                                                                          | 2012年                | |
| ミス大阪府 鞠子（まりこ）                              | オハイオ州コロンバス市州立博物館                                                                     | オハイオ州 オハイオ歴史協会 | 1989年                | 人形は「ミス大阪市」と入れ違い。 |
| ミス大阪市 ミス浪速（なにわ）                          | ニュージャージー州ニューアーク市ニューアーク美術館                                                   | ニュージャージー州ニューアーク ニューアーク博物館                                                                              | 1989年                | 人形は「ミス大阪府」と入れ違い。弟人形共に保管。大阪市制百年を記念して、「ミス大阪府」とともに展示された。 |
| ミス兵庫                                               | ミズーリ州セントジョセフ児童博物館                                                                   | ミズーリ州セントジョゼフ博物館                                                                                                 | 1997年                | 台座の人形は元「ミス三重」。人形は行方不明。 |
| ミス神戸                                               | コネチカット州スタンフォード市ラーネット私立公開博物館                                               | 行方不明 |                       | 1981年登録抹消後、売却される。寄贈時の着物のみ「ミス静岡」に着せられた形で現存する。 |
| ミス奈良                                               | アイダホ州ヴォイス市州立博物館                                                                       | アイダホ州 アイダホ歴史博物館                                                                                                  | 1994年                | 人形は「ミス神奈川」のもの。里帰りの際に、ネ・ペルセ族の民族人形も県へ寄贈された。 |
| ミス和歌山                                             | ネバダ州リノ市州立博物館                                                                             | ネバダ州 ネバダ歴史協会 | 未                    | 後の調査で判明するまでは「ミス奈良」として展示されたことから、本来の「ミス奈良」と同一視された経緯もある。1988年に一旦帰国しているが、和歌山県への里帰りは実現していない。 |
| ミス鳥取                                               | サウスダコタ州ピール市州立博物館                                                                     | サウスダコタ州 サウスダコタ州立歴史協会（台座） フロリダ州デルレイビーチモリカミ博物館（人形）                                 | 1989年                | 1989年の里帰りの時に、日本人形のミスター鳥取「はなふさ」が寄贈された。後にマレーシア在住の人物より落札された人形が元々の「ミス鳥取」と判明した。現在展示中の「ミス鳥取」の出自は「ミス宮城」と思われる。 |
| ミス島根                                               | インディアナ州インディアナポリス子ども博物館                                                         | インディアナ州 インディアナポリス児童博物館（台座） コロラド州個人所有（人形）                                                 | 未                    | 博物館の方の人形は「ミス和歌山」。 |
| ミス岡山 岡山桃子（おかやまももこ）                    | ノースダコタ州ファーゴ市メイソン図書館                                                               | ノースダコタ州 ノースダコタ州立大学 織物コレクション                                                                           | 2001年                | 2013年、「ミス岡山」が里帰りしてから10年経った記念として、倉敷市児島の住民がノースダコタ州に雛人形を贈ったお礼に、2016年5月30日にギューリック3世夫妻から味野幼稚園に「ジーニー」が寄贈された。 |
| ミス広島 広子（ひろこ）                                | メリーランド州ボルティモア美術館                                                                     | メリーランド州 ボルチモア美術館（台座） バージニア州ノーフォークバリー美術館（人形）                                           | 1974年 1988年         | ボルチモア美術館の方の人形は「ミス山口」。答礼人形の中では最も早い1974年に里帰りを果たしている。1988年には他の答礼人形と共に二度目の里帰り（広島そごう：5/13～5/18）。1997年に元の「ミス広島」が発見され、のちにバリー美術館に寄贈（台座の方は新調）。 |
| ミス山口                                               | イリノイ州シカゴ美術館児童部                                                                         | ニューメキシコ州サンタフェ 国際民俗芸術博物館                                                                                  |                       | 人形の方は「ミス佐賀」。1951年に現在地へ移動。 |
| ミス徳島                                               | ワシントン州スポーケン市博物館                                                                       | ワシントン州スポケーン ノースウエスト美術文化博物館                                                                            | 1988年、2010年        | 人形は元「ミス岐阜」。1988年に他の答礼人形と共に初めての里帰り（徳島そごう：5/20～5/29）を果たした。2010年には県内唯一の青い目の人形「アリス・ジョンストン」共に里帰り展示が行われた。 |
| ミス香川                                               | ノースカロライナ州ラレー市州立博物館                                                                 | ノースカロライナ州 ノースカロライナ州立自然科学博物館                                                                          | 1998年                | 真珠湾攻撃による日米開戦の際にも、かつての人形を交えての友好を忘れない旨のメッセージを添えて、人形を展示し続けていた。里帰りの際、「かおり」「さくら」「かこ」の3体の妹人形が寄贈された。 |
| ミス愛媛                                               | ミシシッピ州ガルフポート公立図書館                                                                   | ミシシッピ州ガルフポート公立図書館 （後に行方不明）                                                                            | 未                    | 初代が1969年8月のハリケーン「カミーユ」、2代目「ミスえひめちゃん」（1988年寄贈）が2005年8月の「カトリーナ」により喪失。これら2体の失われた人形の絵が3代目として寄贈されることになった。 |
| ミス高知                                               | ペンシルヴェニア州ピッツバーグ市カーネギー自然歴史博物館                                             | ペンシルバニア州ピッツバーグ カーネギー自然史博物館                                                                            | 1993年                | 博物館に展示されているのは、旧「ミス埼玉」。元のミス高知は行方不明。 |
| ミス福岡 （通称不明）                                  | 未定                                                                                                 | オレゴン州ユージーン ジョーダン・シュニッツァー美術館                                                                          | 1993年                | 2000年に美術館改修の際に発見される。人形は元「ミス群馬」、持ち物は「ミス神奈川」の所持品。 |
| ミス佐賀 鍋島肥佐子（なべしまひさこ）                  | ペンシルバニア州フィラデルフィア市商品陳列館                                                         | 行方不明 |                       | 閉館後の人形（当時は「ミス東京府（写真でのみ確認）」）は消息不明だったが、「ミス山口」として展示されていた人形が後に「ミス佐賀」と判明した。 |
| ミス長崎 長崎瓊子（ながさきたまこ）                    | 未定                                                                                                 | ニューヨーク州ロチェスター市立科学博物館                                                                                       | 2003年 2007年         | 「ミス青森」として保管されていた人形が、「ミス長崎」であることが2000年に判明。 2003年の里帰りの際、妹人形として鶴子（武文子・作）が合わせて寄贈された。 2007年の「青い目の人形と長崎瓊子展」では日本国内の「青い目の人形」など180体余りと共に展示された。 |
| ミス熊本                                               | ルイジアナ州ニューオーリンズ市州立博物館                                                             | 行方不明 |                       | |
| ミス大分                                               | マサチューセッツ州スプリングフィールド市博物館及びウースター市美術館                                 | マサチューセッツ州スプリングフィールド スプリングフィールド科学博物館                                                          | 1996年                | 人形は元「ミス岩手」。1996年8月、大分県立芸術会館で里帰り展示が行われた。 |
| ミス宮崎 日向瓊子（ひゅうがたまこ）                    | ミネソタ州ミネアポリス市美術館                                                                       | ミネソタ州ヘネピン中央図書館                                                                                                   | 未                    | 人形自体は「ミス徳島」。元のミス宮崎は現「ミス三重」。 |
| ミス鹿児島 薩摩昭子（さつまあきこ）                    | アリゾナ州フェニックス市アリゾナ博物館                                                               | アリゾナ州フェニックス フェニックス歴史博物館                                                                                  | 2002年                | 鹿児島市金生町の山形屋にて12月5〜10日に里帰り展示が行われた。 |
| ミス沖縄 沖縄球子（おきなわたまこ）                    | オハイオ州シンシナティ美術館                                                                         | オハイオ州シンシナティ シンシナティ美術館                                                                                      | 未                    | 元の人形は「ミス樺太」。1988年に一旦帰国しているが、沖縄県への里帰りは実現していない。 |
| ミス樺太 樺太華子（からふとはなこ）                    | デラウェア市博物館                                                                                   | デラウェア州ウィルミントン デラウェア歴史協会（台座）                                                                          | （旧外地）            | 近年「ミス長野」と判明するまで「ミス樺太」として展示されていた。人形は「ミス沖縄」として展示。 |
| ミス台湾                                               | カリフォルニア州ロサンゼルス市博物館                                                                 | ロスアンゼルス ロスアンゼルス国立自然史博物館                                                                                  | （旧外地）            | 台座の人形の方は出自不明。 |
| ミス朝鮮                                               | コネチカット州ハートフォード市児童博物館                                                             | コネチカット州 コネチカット科学協会 → インディアナ州ヴァルパレーゾ大学ブラウア美術館                                           | （旧外地）            | |
| ミス関東州 満州子（ますこ）                            | ニューハンプシャー州マンチェスター市美術館及びバーモント州セント・ジョンスペリ・フェアバンクス博物館 | ワシントン州ロザリー・ワイエル人形アート博物館→テネシー州個人所有（台座） ニュージャージー州ストラッドフォード個人所有（人形） | （旧外地）            | 人形の方は1998年10月ニュージャージー州の骨董店にて購入。博物館の方は元「ミス山形」。博物館は2023年に閉館、人形はオークションにかけられた後に個人に渡った。後に「ミス山形」として山形県鶴岡市の致道博物館で里帰り展示(2025年6月20日～8月18日)が行われた。 |

## 青い目の人形を題材にした映画・テレビ番組等
- （参考）『青い眼の人形』 - 1926年の日本映画。但し、同名の楽曲からタイトルを取ったにすぎず、「青い目の人形」との関連はない。
- 『Doll Messengers of Friendship[530]』 - 1927年に制作された「青い目の人形」をはじめとした日米人形交流の当時の記録映画。日米同時に上映されたが、日本側のフィルムは現存せず、アメリカで2016年に発見された。現在は渋沢史料館が所蔵している[531][532]。
- 『青い目の人形[533]』 - 1982年のアニメ映画。東映教育映画部制作。
- 『青い目の人形物語～平和の使者～』 - 1995年制作。埼玉県越谷市立大沢小学校の青い目の人形「ワーテラ・ヘズ」をモデルにした作品[534][535]。埼玉県平和資料館で毎日上映を行っている。
  - 映画制作 - 株式会社アスパクリエイト
  - 主な声役 - 丹下桜（主人公：和寺千夏）
- 『ジュリーの海&空』 - 2011年上映。香川県内に唯一現存する「アナマ・ジュリー」をモデルにした映画。さぬき映画祭2011出展、審査員特別賞受賞。
- 『太平洋にかける虹』（アーカイブ） - 1992年3月20日[536]。制作：シナノ企画・東映アニメーション、原作：池田大作。1987年発表の小説[537]をもとに制作されたアニメ。中国人の少女が「青い目の人形」を通じて勇気を学ぶ物語。
- 『スポットライト』 - NHKテレビ。1973年3月15日放送の『人形使節メリー』にて「青い目の人形」が取り挙げられ、後年の人形にまつわる運動へとつながった（関連番組：『歴史への招待』 - NHKテレビ。『青い目をした人形大使 知られざる移民哀史』（1982年2月6日放送））。
- 『ウルトラマンレオ』 - TBSテレビ系列。第45話『恐怖の円盤生物シリーズ！まぼろしの少女』（1975年2月14日放送）に青い目のフランス人形が登場し、童謡『青い眼の人形』が歌われるシーンもある[538]。
- 『Gメン'75』 - TBSテレビ系列。第299話『青い目の人形バラバラ殺人事件』（1981年2月28日放送）に、戦前に日本に贈られたとされる青い目の人形（ニューヨーク州ロチェスターから贈られた「ルーズ・ナオミ」）が登場する。ちなみにこのストーリーは『特救指令ソルブレイン』（テレビ朝日系列）の第15話『人形は平和の使者』（1991年4月28日放送）でリメイクされている。
- 『青い目をしたお人形は』 - TBSテレビ系列。1983年11月12日放送。昭和初期、「青い目の人形」を受け取った女性と後の時代における人形との関わりを描いたドラマ。原作：武田英子。出演：広瀬珠実、藤谷美和子、南田洋子（それぞれの時代のヒロイン役）ほか。撮影当時現存の「青い目の人形」109体もドラマに出演している[539]。
- 『中学生日記』 - NHK名古屋放送局制作。1993年10月3日放送回の『青い目の人形』[540]には、愛知県・田峯小学校の「グレース・A・グリーン」が登場する[541]。
- 『先生の秘密』 - NHK松江放送局制作。2007年8月5日放送。島根県で見つかった青い目の人形「キャサリン」を扱ったテレビドラマ。

この外にも、「青い目の人形」に関するドキュメンタリー番組（自主制作を含む）や小説、絵本や紙芝居、演劇、楽曲も発表されている（外部リンクも参照）。

## その他
- 大木ヘルスケアホールディングスが『大木合名会社』時代に昭和10年頃に掲載した幼児向けの化粧品『オーカ』の新聞広告には、「お人形のやうに、可愛らしいお子様のお肌は、お人形の肌のやうに、滑らかでなくてはなりません。」と、「青い目の人形」などの人形のイラストが描かれている[542]。
- 1989年6月2日、ふるさと切手の神奈川県版（62円・タイトル：「青い目の人形」、発行枚数1,250万枚[543]、モデルの人形は横浜市立本町小学校の「ブロッソン」と思われる）として発行された[544]。
- 2014年2月、JR深谷駅北口に、渋沢栄一没後80年を記念して「からくり時計」が設置された。時計には「青い目の人形」や答礼人形のイメージも盛り込まれている[545]。又、野口雨情ゆかりの北茨城市の磯原駅東ロータリーにも同様のからくり時計が設置されており、『青い眼の人形』などのメロディと共に「青い目の人形」のオブジェが出現する[546]。
- 2008年3月18日、愛媛県の「青い目の人形」の「フランセッタ」「ノーマ」「ピッティ」の3体に、2010年12月5日には兵庫県播磨町の「メリー」[547]、2016年3月12日には長崎県島原市の「リトル・メリー」[548]に特別住民票が交付されている。
- 「青い目の人形」の身体的特徴や歴史的背景などから時々鑑定品を扱うテレビ番組や怪談の題材として取り上げられることもある。

## ギャラリー

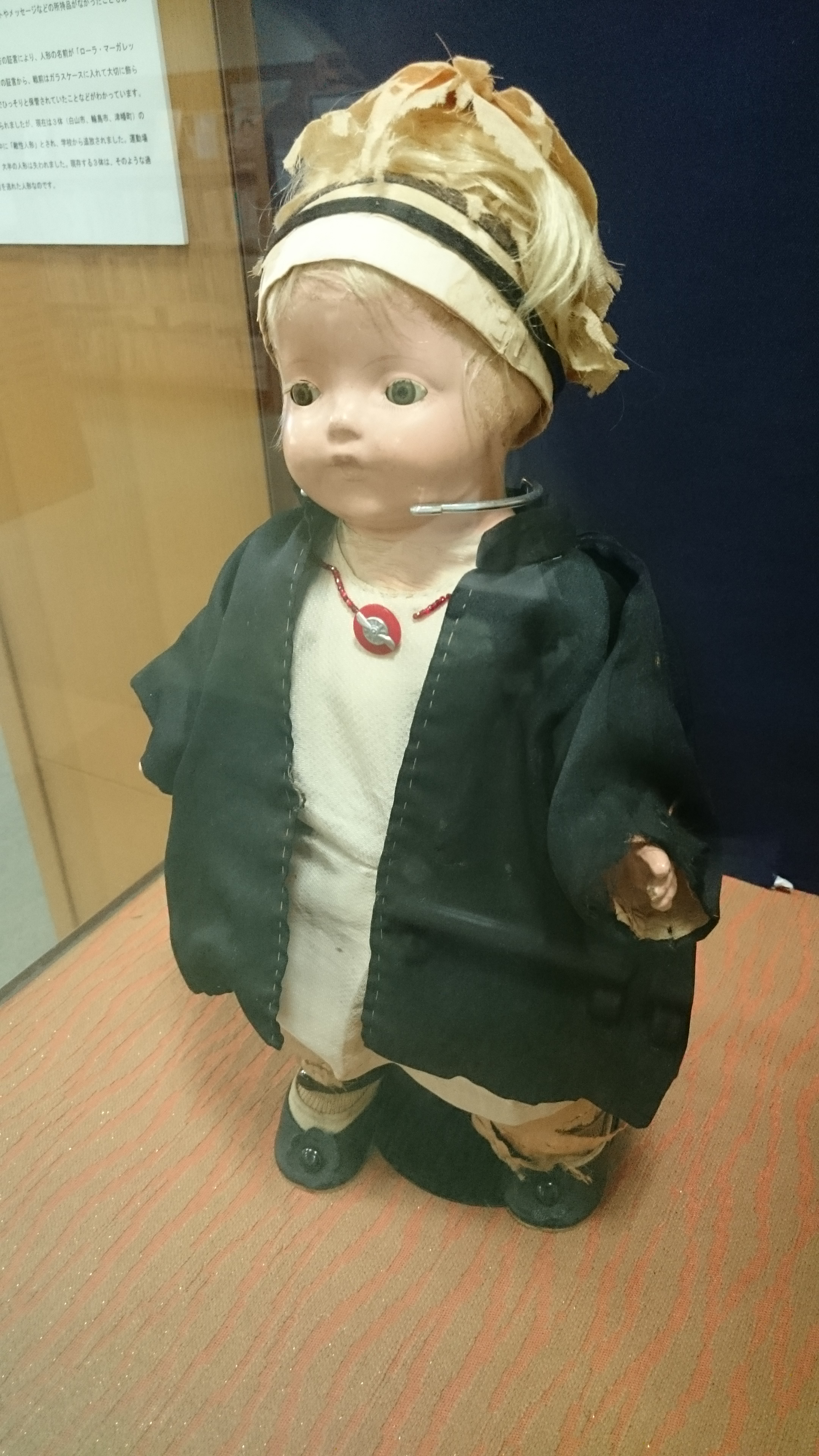
青い目の人形 ローラ・マーガレット（Laura Margaret）（石川県 白山市立鶴来図書館夏季展示 2015年夏）
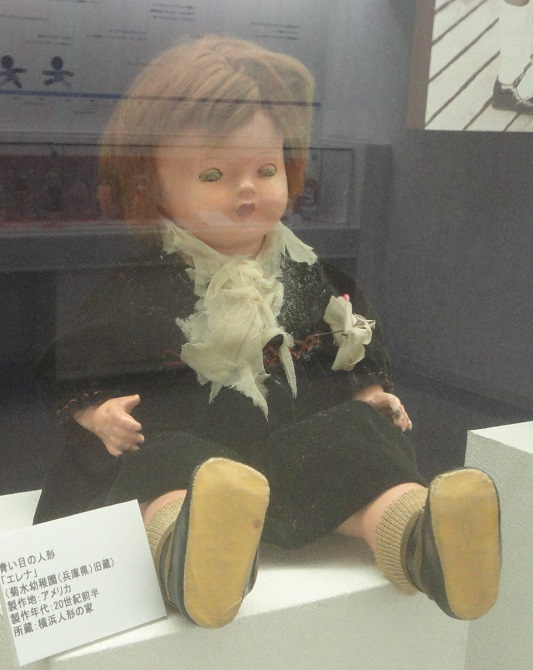
青い目の人形「エレナ」（横浜人形の家所蔵・実物）
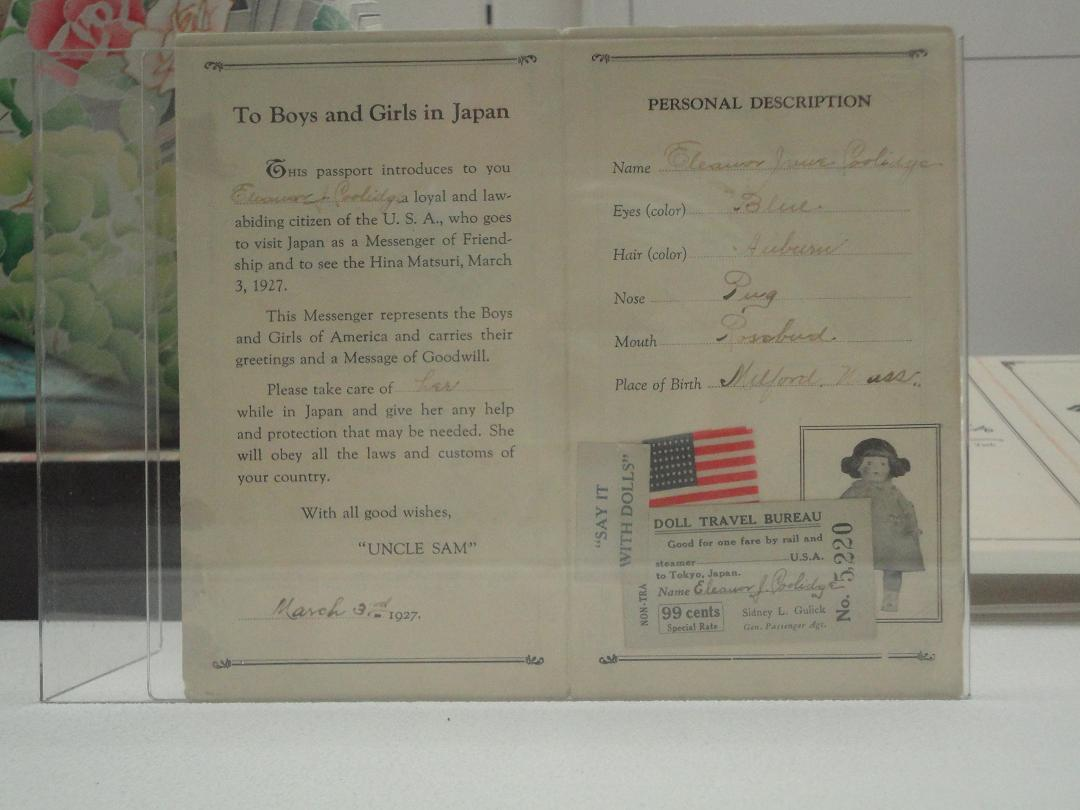
青い目の人形「エレナ」のパスポート（横浜人形の家）。時々、新潟県柏崎市の『痴娯の家』に保管されている「ミルドレッド」のパスポート(No.2945)の複製も展示されている。
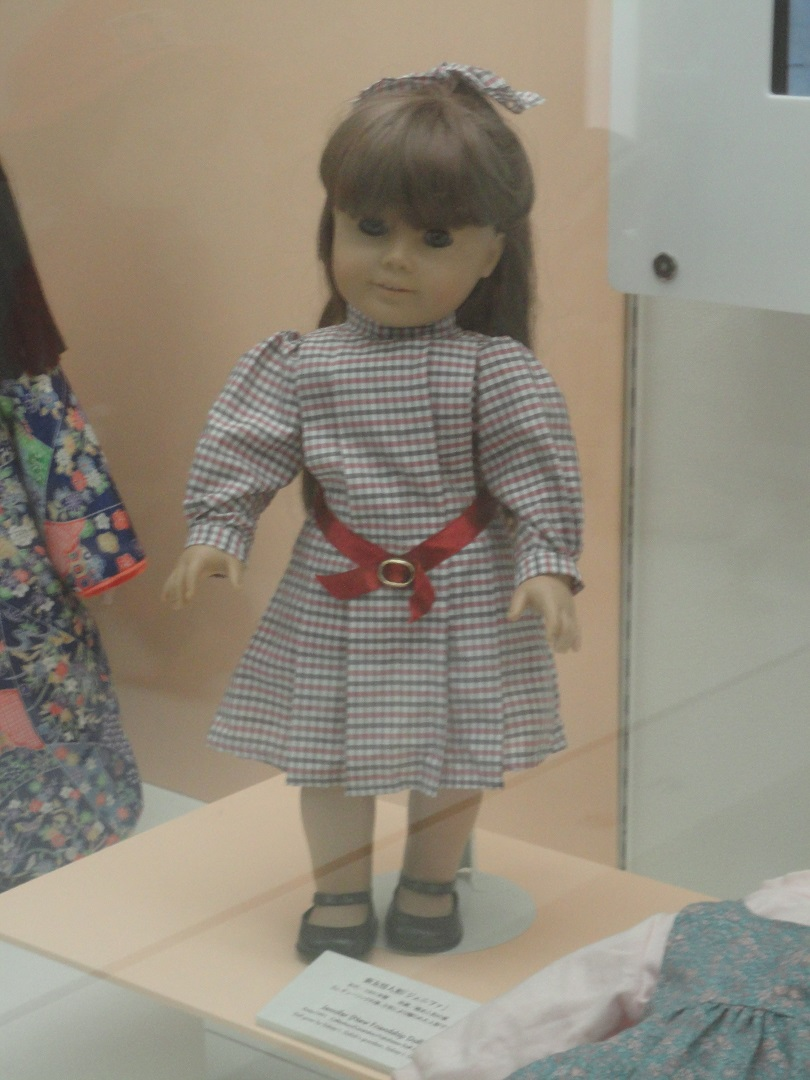
ギューリック3世より寄贈された新・青い目の人形「ジェニファ」（横浜人形の家）
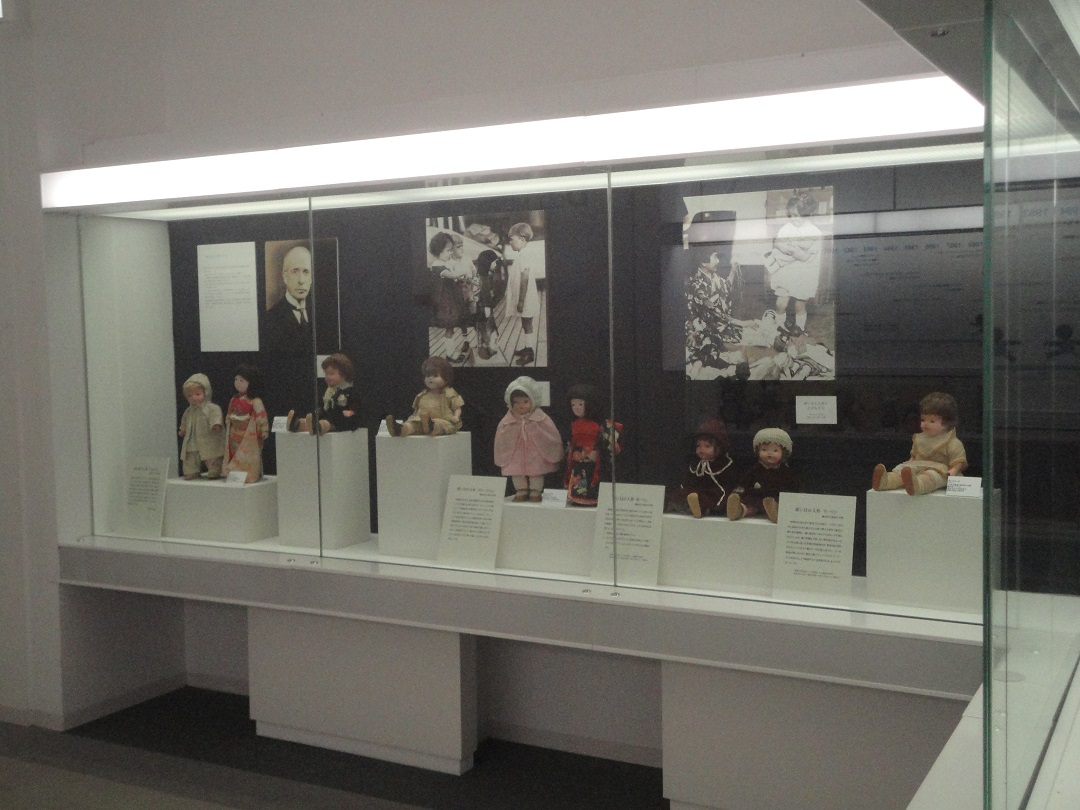
横浜市内に残る「青い目の人形」たち（横浜人形の家、2016年6月3日の特別展示にて。）